# Daniil Medvedev
Pour les articles homonymes, voir Medvedev.
Daniil Medvedev (russe : Дании́л Медве́дев), né le 11 février 1996 à Moscou, est un joueur de tennis russe, professionnel depuis 2014.
Il se révèle au cours de l'été 2019 durant lequel il joue six finales consécutives dont celle de l'US Open, et remporte les Masters 1000 de Cincinnati, de Shanghai et le tournoi de Saint-Pétersbourg. En 2020, il s'impose au Masters après avoir battu les numéros 1, 2 et 3 au classement ATP, premier joueur à réaliser cette performance depuis David Nalbandian lors du Masters 1000 de Madrid en 2007.
En 2021, Daniil Medvedev remporte l'US Open en battant en finale Novak Djokovic qui était en passe de réaliser le Grand Chelem calendaire, devenant le troisième joueur de tennis russe à être sacré en Grand Chelem, après Ievgueni Kafelnikov et Marat Safin. Il a aussi disputé trois finales à l'Open d'Australie en 2021, 2022 et 2024.
En février 2022, il devient numéro 1 mondial, mettant ainsi un terme au monopole de dix-huit ans du « Big Four ».
Avec l'équipe de Russie, il remporte en 2021 l'ATP Cup et la Coupe Davis.

## Biographie
Daniil Sergueïevitch Medvedev (russe : Дании́л Серге́евич Медве́дев) naît le 11 février 1996 à Moscou.
Daniil Medvedev commence le tennis à l'âge de six ans. Fils de Sergueï et Olga, il n'a aucun lien de parenté avec l'ancien numéro 4 mondial Andreï Medvedev.
Entraîné par Gilles Cervara à l'Élite Tennis Center de Jean-René Lisnard à Cannes depuis 2014, il réside à Antibes avec sa famille avant de s'installer à Monaco en 2017. Il quitte la structure cannoise à l'issue de la saison 2020. Il entame une collaboration avec Gilles Simon nouveau retraité, qui épaule son entraîneur principal de février 2024 à janvier 2025.
Il est membre de l'équipe de Russie de Coupe Davis depuis 2017.
Il se marie en septembre 2018 avec Daria, une ancienne joueuse top 100 junior. Le 14 octobre 2022, ils accueillent leur fille Alissa, et en janvier 2025 leur second enfant.
Outre le russe et l'anglais, Daniil Medvedev parle couramment le français.

## Carrière

### 2009 - 2014. Parcours junior
Au cours de sa période chez les juniors, Daniil Medvedev a remporté 8 tournois, atteint la 13e place mondiale et compte pour meilleure performance un titre à Berlin et une place de finaliste en double aux Championnats d'Europe avec Karen Khachanov.

### 2014 - 2016. Professionnel hors du circuit principal
Entre 2014 et 2016, il remporte quatre tournois Futures en simple et autant en double.

### 2016 - 2017. Intégration du circuit ATP

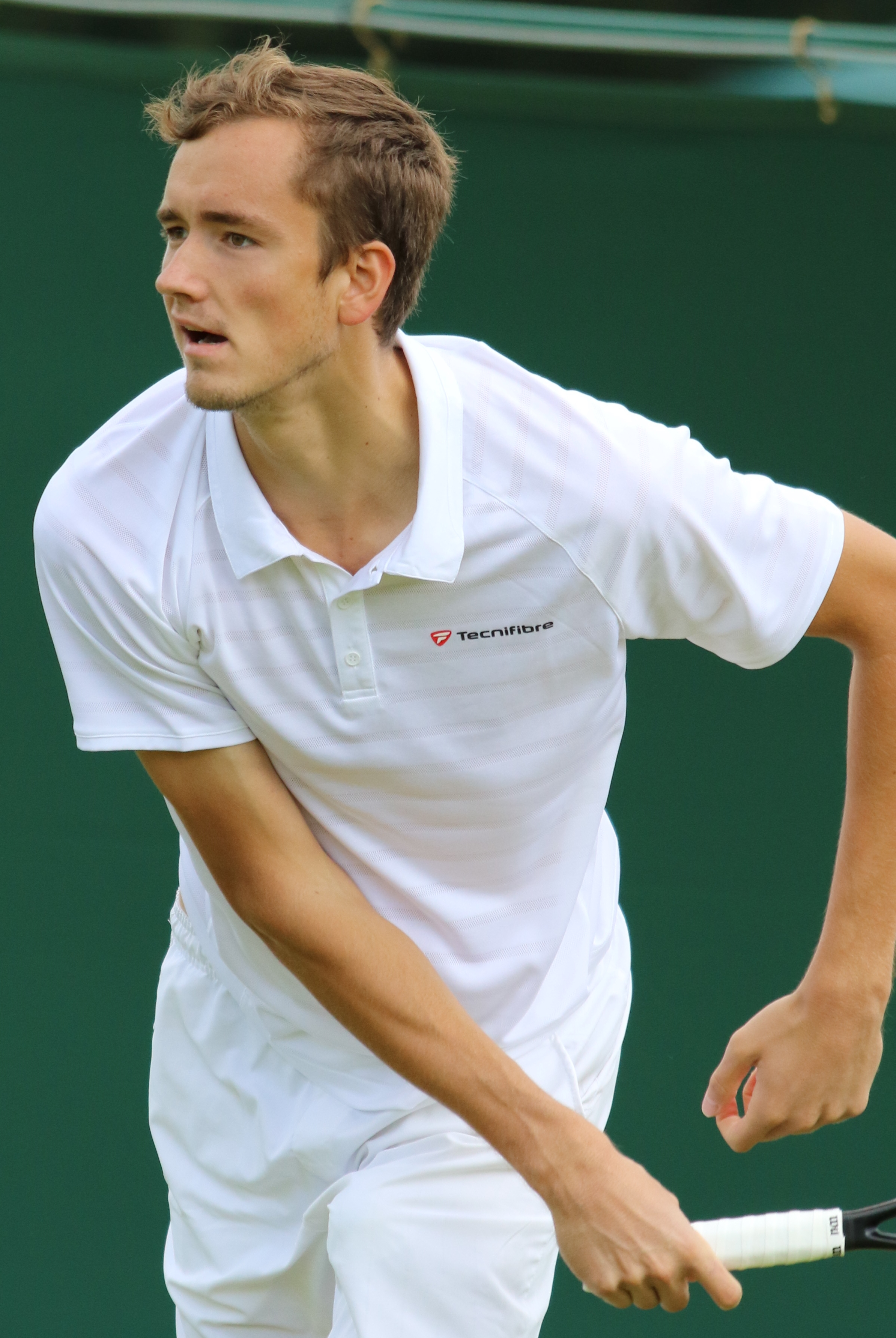
Daniil Medvedev en 2016.

En mai 2016, il se qualifie pour la première fois à un tournoi ATP à Nice. Le mois suivant, il atteint le second tour à Bois-le-Duc, où il remporte son premier match ATP contre l'Argentin Horacio Zeballos (6-3, 6-1) ; puis en juillet se hisse de nouveau au second tour à l'ATP 500 de Hambourg après une victoire contre l'Allemand Jan-Lennard Struff (6-4, 5-7, 6-4). En septembre, il remporte son premier tournoi Challenger en simple à Saint-Rémy-de-Provence. À la fin de l'année, il se qualifie pour les quarts de finale du tournoi ATP de Moscou en battant le 28e mondial Viktor Troicki (3-6, 6-3, 6-1).
Début 2017, il joue sa première finale en simple sur le circuit ATP au tournoi de Chennai, en Inde, et s'y incline face à Roberto Bautista-Agut (3-6, 4-6). Sur gazon, Medvedev va loin dans les trois tournois de préparation de Wimbledon en atteignant successivement les quarts de finale de Bois-le-Duc, du Queen's et la demi-finale d'Eastbourne.
À Wimbledon 2017, alors qu'il vient de faire son entrée dans le top 50 mondial, il accomplit un exploit pour remporter son premier match dans un tournoi du Grand Chelem, en battant au premier tour le 3e mondial Stanislas Wawrinka (6-4, 3-6, 6-4, 6-1) à la surprise générale. Au tour suivant, il s'incline contre le Belge Ruben Bemelmans (4-6, 2-6, 6-3, 6-2, 3-6). En fin de match, Medvedev jette des pièces au pied de la chaise, estimant que l'arbitre Mariana Alves avait été corrompue. Cette réaction lui vaut une amende de 15 000 dollars.

### 2018. Premiers titres, leader sur dur
En 2018, pour son 1er tournoi de l'année, à Sydney, il se qualifie pour le tableau principal en tant que 84e mondial. Il bat au 1er tour la tête de série numéro 6, Philipp Kohlschreiber (6-2, 6-3), puis perd un set contre Jared Donaldson (6-3, 4-6, 7-5), se défait de Paolo Lorenzi (6-3, 6-3) et se qualifie pour sa deuxième finale en carrière, en venant à bout de la tête de série numéro 4, Fabio Fognini (2-6, 6-4, 6-1). Il remporte son 1er titre face au jeune local de dix-huit ans, Alex de Minaur, au terme d'un retournement complet du match (1-6, 6-4, 7-5). Medvedev remporte ainsi la finale opposant les deux plus jeunes joueurs du circuit ATP (21 ans et 18 ans) depuis la finale entre Novak Djokovic et Rafael Nadal au Masters 1000 d'Indian Wells de 2007.
En août au Masters du Canada, passant par les qualifications, il atteint les 1/8 de finale en battant Jack Sock (6-3, 3-6, 6-3) puis le jeune local de dix-sept ans, Félix Auger-Aliassime (3-6, 6-4, 7-6), mais perd en deux sets face au 3e mondial Alexander Zverev. C'est à Winston-Salem qu'il remporte son deuxième titre, sans concéder une manche. Il bat successivement Mirza Basic (6-4, 6-4), Alex de Minaur (6-3, 6-3), l'Américain Ryan Harrison puis le Japonais Taro Daniel (6-1, 6-1), avant de vaincre en finale le local Steve Johnson (6-4, 6-4). Cette victoire fait de lui le deuxième joueur de l'histoire à ne pas perdre de set à Winston-Salem, après Roberto Bautista-Agut en 2017. À l'US Open, il passe son compatriote Evgeny Donskoy (7-5, 6-4, 6-2), puis la tête de série numéro 15 Stéfanos Tsitsipás en quatre manches (6-4, 6-3, 4-6, 6-3), mais s'incline devant Borna Ćorić au 3e tour (3-6, 5-7, 2-6).
En octobre, issu des qualifications, il remporte son troisième tournoi à l'ATP 500 de Tokyo en battant en finale le local et 12e mondial Kei Nishikori (6-2, 6-4). Premier joueur qualifié de l'histoire à s'imposer au Japon et premier joueur qualifié à atteindre la finale de ce tournoi depuis 2002, il ne lâche aucun set sur son parcours dans le tableau principal. Il bat la tête de série numéro 4 Diego Schwartzman (6-4, 6-4) au 1er tour, puis le qualifié Martin Kližan (6-4, 6-3), la tête de série numéro 6 Milos Raonic (7-64, 6-3) et Denis Shapovalov en demi-finales (6-3, 6-3). Il est alors le troisième joueur depuis 2004 à remporter deux fois un tournoi ATP en tant que qualifié lors de la même saison (après son titre à Sydney en janvier), succédant à Nicolas Mahut et Martin Kližan. À l'issue du tournoi, il obtient son meilleur classement en carrière avec une 22e place mondiale et devient No 1 Russe.
En indoor à l'Open de Bâle, il atteint le dernier carré après des victoires notamment sur Andreas Seppi (7-6, 6-2) et Stéfanos Tsitsipás (6-4, 3-6, 6-3). Il s'incline (1-6, 4-6) face à la tête de série numéro 1 et futur vainqueur du tournoi, le Suisse Roger Federer.
Daniil Medvedev finit l'année à la 16e place mondiale, ayant remporté le plus grand nombre de matchs ATP sur dur (38 victoires) lors de la saison 2018. Il détient également le plus grand nombre de titres sur dur (3) en 2018, à égalité avec Roger Federer, Novak Djokovic et Karen Khachanov.

### 2019. Révélation: six finales consécutives,1refinale en Grand Chelem à l'US Open, deux titres en Masters 1000 et entrée dans le top 5 mondial
Pour le premier tournoi de l'année à l'Open de Brisbane, Daniil Medvedev passe Andy Murray (7-5, 6-2) handicapé par sa hanche, puis le Canadien Milos Raonic (62-7, 6-3, 6-4). Il écarte ensuite le Français Jo-Wilfried Tsonga (7-66, 6-2) pour atteindre la finale. Il s'incline en trois sets face au 9e mondial, Kei Nishikori, alors qu'il restait sur une victoire contre ce dernier. À l'Open d'Australie, Medvedev atteint sa première seconde semaine de Grand Chelem en carrière avec un 1/8 de finale sans perdre un set sur son parcours et une victoire sur David Goffin (6-2, 7-63, 6-3),. Il s'incline contre le no 1 mondial Novak Djokovic qui remportera le titre, dans une rencontre sublime et exténuante pour les deux joueurs (4-6, 7-65, 2-6, 3-6) au terme de 3 h 15 de jeu.
Il revient sur les courts pour le tournoi de Sofia. Il passe Robin Haase en trois sets (5-7, 6-2, 6-2) puis déroule lors de ses matchs suivants face à Martin Kližan (6-4, 6-1), Gaël Monfils (6-2, 6-4) et Márton Fucsovics (6-4, 6-3) pour remporter son 1er titre de la saison et son quatrième titre en carrière,. Au tournoi de Rotterdam, il poursuit sur sa lancée en atteignant le dernier carré après des victoires en deux sets sur Jérémy Chardy, Fernando Verdasco et Jo-Wilfried Tsonga. Il s'incline contre le futur vainqueur Gaël Monfils (6-4, 3-6, 4-6) en 2 h 08 de jeu, et après avoir mené dans un combat acharné.

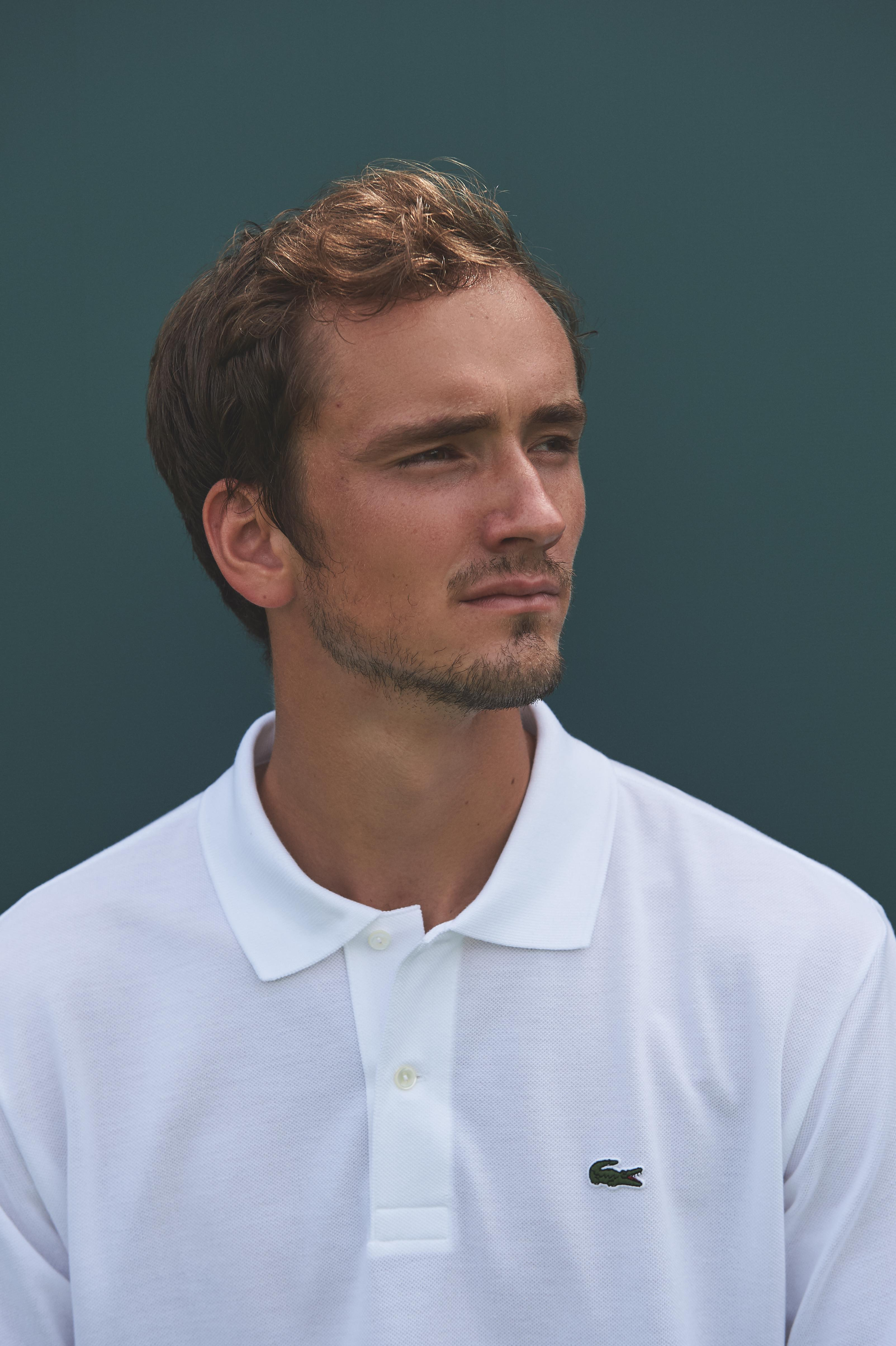
Daniil Medvedev au Masters de Miami en 2019.

Battu lors de son second match au Masters d'Indian Wells, il parvient jusqu'en huitièmes de finale du Masters de Miami après avoir difficilement écarté Reilly Opelka (7-65, 65-7, 7-60). Il est finalement battu par Roger Federer (4-6, 2-6).
Sur la terre battue du Masters de Monte-Carlo, après avoir facilement gagné ses deux premiers matchs, il bat le 8e mondial Stéfanos Tsitsipás (6-2, 1-6, 6-4), puis crée la surprise en éliminant le numéro 1 mondial Novak Djokovic en quart de finale (6-3, 4-6, 6-2) en 2 h 20. Cette victoire est alors la plus importante de sa carrière. Il est ensuite éliminé en demi-finale par le Serbe Dušan Lajović, 48e mondial, (5-7, 1-6) alors qu'il menait 5-1 dans la première manche,. Il enchaîne au tournoi de Barcelone. Il se qualifie pour les demi-finales où il bat le 7e mondial, Kei Nishikori puis perd sèchement en finale face à Dominic Thiem (4-6, 0-6). Classé 14e à l'ATP, il est tête de série no 12 à Roland-Garros, mais est éliminé pour la troisième fois au premier tour, battu par le Français Pierre-Hugues Herbert en cinq sets, après avoir mené deux sets à rien (6-4, 6-4, 3-6, 2-6, 5-7).
Sur gazon, il atteint le dernier carré au Queen's où il s'incline (7-64, 4-6, 3-6) contre un autre Français, Gilles Simon. À Wimbledon, il est éliminé au troisième tour par David Goffin en cinq manches.
Il commence son exceptionnelle épopée américaine au tournoi de Washington. Tête de série numéro 3, il passe Bjorn Fratangelo, Frances Tiafoe, Marin Čilić et Peter Gojowczyk pour arriver en finale où il s'incline en deux tie-breaks contre l'Australien Nick Kyrgios. Au Masters 1000 du Canada, il s'impose facilement face au Britannique Kyle Edmund (6-3, 6-0) puis au Chilien Cristian Garín (6-3, 6-3). Il affronte alors en quart de finale Dominic Thiem, tête de série numéro 2 qu'il bat en 57 minutes sans concéder le moindre break (6-3, 6-1). Il rencontre en demi-finale son compatriote Karen Khachanov qu'il bat en deux sets (6-1, 7-66). Le voilà donc dans sa deuxième finale d'affilée et sa première finale en Masters 1000, qu'il perd face à Rafael Nadal assez sèchement (3-6, 0-6). Il atteint la 8e place mondiale à l'issue de ce tournoi. Au Masters de Cincinnati, il écarte à nouveau Kyle Edmund (6-2, 7-5), puis Benoît Paire après un premier set serré (7-62, 6-1), puis le grand serveur allemand Jan-Lennard Struff (6-3, 6-1). Il vainc ensuite son ami Andrey Rublev (6-2, 6-3) qui a balayé le 3e mondial Roger Federer en huitième de finale, pour atteindre le dernier carré. En demi-finale il bat le numéro 1 mondial Novak Djokovic (3-6, 6-3, 6-3) pour atteindre sa troisième finale d'affilée et sa seconde finale en Masters 1000 de suite,. C'est la deuxième fois qu'il élimine le numéro 1 dans l'année, cette fois sur dur, après le Masters 1000 de Monte-Carlo sur terre battue en avril. Grâce à cette performance, il devient avec Nadal le seul joueur de l'histoire à battre un Novak Djokovic numéro 1 mondial sur deux surfaces différentes lors de la même année. Il entre donc dans le club prestigieux des cinq joueurs à avoir battu Novak Djokovic sur deux surfaces lors d'une même saison, avec Carlos Moya, Roger Federer, Andy Murray et Rafael Nadal, groupe rejoint plus tard par Dominic Thiem. En finale, Medvedev bat le Belge David Goffin (7-63, 6-4) en 1 h 39 malgré un premier set compliqué, pour s'adjuger son premier titre en Masters 1000 et son cinquième titre en carrière, ce qui lui permet de monter à la 5e place mondiale la semaine suivante,. À l'issue de son succès en finale, il totalise 44 victoires, soit le plus grand nombre sur le circuit principal depuis le début de l'année, devant Rafael Nadal (42), Roger Federer (40) et Novak Djokovic (38). Personne ne l'égale aussi en nombre de victoires sur dur (31).
Daniil Medvedev se rend à l'US Open en tant que tête de série no 5. Il gagne ses trois premiers tours contre l'Indien Prajnesh Gunneswaran (6-4, 6-1, 6-2), le Bolivien Hugo Dellien (6-3, 7-5, 5-7, 6-3) et l'Espagnol Feliciano López (7-61, 4-6, 7-67, 6-4). Après avoir laissé échapper un geste d'agacement, le public new-yorkais se tourne bruyamment contre lui jusqu'à la fin du match. En réponse, Medvedev lui adresse un doigt d'honneur camouflé sur la tempe, et déclare à la foule en fin de rencontre : « Plus vous me sifflez, plus vous me donnez de l'énergie. [...] Quand vous irez vous coucher ce soir, je veux que vous sachiez que j'ai gagné grâce à vous ». John McEnroe dira de ce geste : « C'est l'un des trucs les plus gonflés que j'ai vu ». Il atteint donc pour la deuxième fois les huitièmes de finale en Grand Chelem après l'Open d'Australie. Cette fois-ci, il joue le surprenant Dominik Köpfer passé par les qualifications et s'impose (3-6, 6-3, 6-2, 7-62) en 2 h 32, provoquant au passage et de façon amusée un public ayant pris fait et cause contre lui. En quart, alors qu'il est physiquement diminué, il modifie sa tactique pour battre le Suisse Stanislas Wawrinka, vainqueur de l'US Open 2016, en quatre sets (7-66, 6-3, 3-6, 6-1) et 2 h 34,. Il arrive alors en demi-finale où il rencontre Grigor Dimitrov, vainqueur de Roger Federer, qu'il domine sans trop de difficultés (7-65, 6-4, 6-3) en 2 h 38 pour jouer sa première finale de Grand Chelem, sa quatrième finale d'affilée et remporter sa 50e victoire de la saison (record de l'année),,. Ce match voit se jouer l'échange le plus long du tournoi, avec 39 coups. Sur la dernière marche il est opposé au tenant du titre, l'Espagnol Rafael Nadal. Dans une rencontre de très haut niveau ayant marqué les esprits et les cœurs, poussant l'Espagnol dans ses ultimes retranchements, il s'incline en cinq sets (5-7, 3-6, 7-5, 6-4, 4-6) et près de cinq heures de jeu. Se produit aussi un retournement de situation inattendu : alors qu'une certaine hostilité s'était installée depuis les huitièmes de finale entre Medvedev et le public américain, ce dernier, conquis par son abnégation, soutient en grande partie le Russe lorsqu'il se met à hausser son jeu au troisième set, et l'ovationne lors de son discours final. La semaine suivante, Daniil Medvedev monte au classement ATP pour atteindre la 4e place mondiale.
Signe d'une régularité exceptionnelle, il devient au terme de ce parcours le troisième joueur de l'ère Open, avec Ivan Lendl (1982) et Andre Agassi (1995) à enchaîner les quatre finales nord-américaines de Washington, du Canada, de Cincinnati et de l'US Open durant la même saison.
Lors de son émission de radio mensuelle "Mann Ki Baat", le Premier ministre indien Narendra Modi rend hommage à Daniil Medvedev après sa finale de haut vol contre Nadal, et recommande à ses auditeurs de visionner l'interview du Russe au terme du match. Modi explique ainsi avoir vu la finale et donne Medvedev comme exemple de « maturité, d'esprit sportif, de simplicité et d'humilité ».

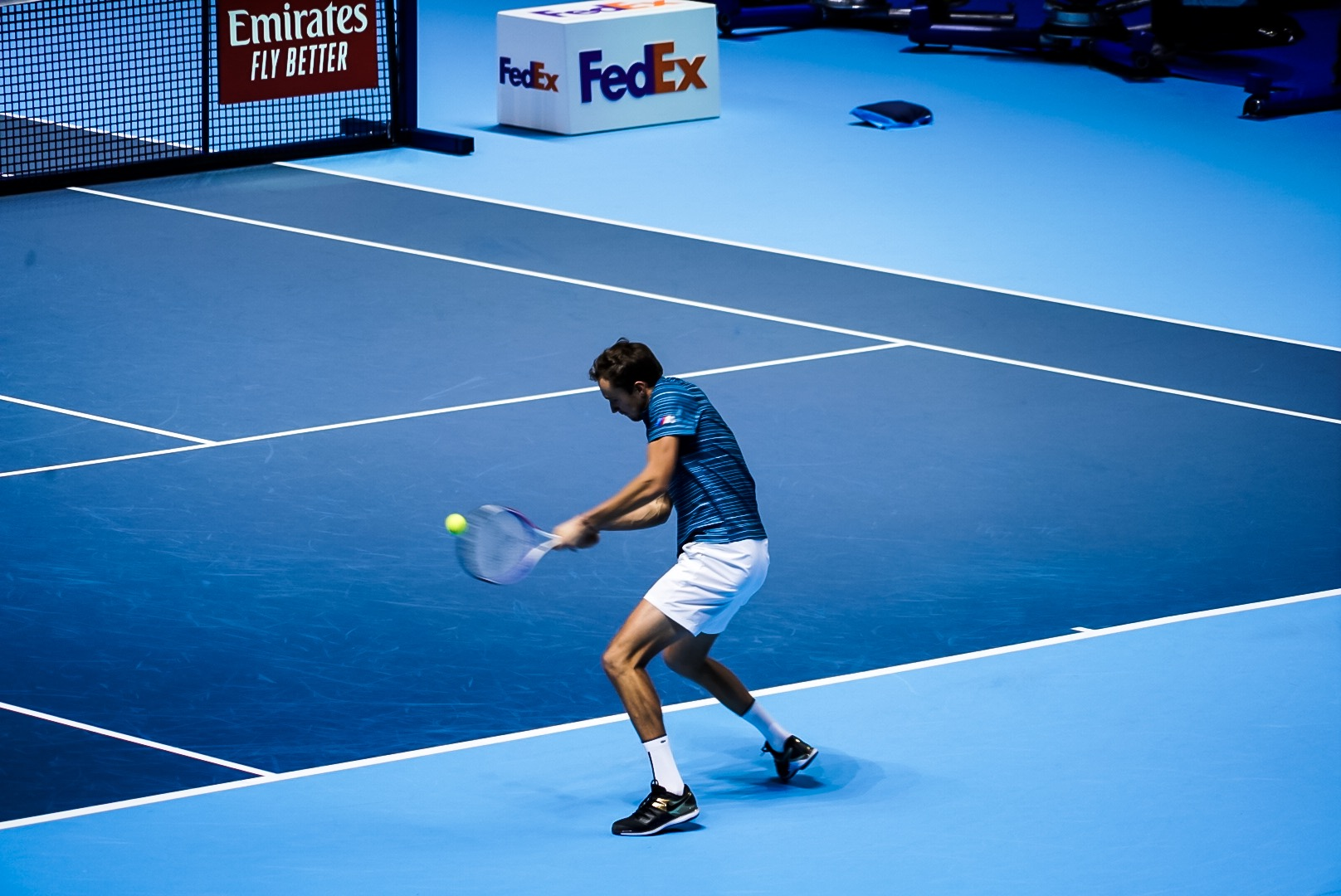
Daniil Medvedev aux ATP Finals en 2019.

Medvedev enchaîne dans la foulée en remportant le tournoi de Saint-Pétersbourg sans perdre un set, face à Borna Ćorić (6-3, 6-1), après avoir éliminé successivement ses compatriotes Evgeny Donskoy (7-5, 6-4) et Andrey Rublev (6-4, 7-5), puis le Biélorusse Egor Gerasimov (7-5, 7-5). Il s'agit de sa cinquième finale jouée de suite, et du sixième titre de sa carrière.
Il poursuit sa course fulgurante sur la tournée asiatique, au Masters de Shanghai en tant que tête de série numéro 3. Il passe facilement le qualifié Cameron Norrie, puis Vasek Pospisil avant de vaincre Fabio Fognini (6-3, 7-64) en quart. Il se qualifie pour la finale en battant dans une rencontre serrée (7-65, 7-5) le Grec Stéfanos Tsitsipás. Au terme de sa sixième finale consécutive, il domine complètement l'Allemand Alexander Zverev en deux sets (6-4, 6-1), joueur qu'il n'avait jamais battu auparavant, pour s'adjuger, sans perdre un set, son second Masters 1000 et son septième titre,. C'est la deuxième fois que le Masters de Shanghai échappe au Big Four, après la première édition remportée en 2009 par son compatriote Nikolay Davydenko. C'est également le deuxième Masters 1000 remporté consécutivement par Medvedev. À l'issue de ce gain, il est toujours premier au classement du nombre de victoires dans la saison (59), devant Novak Djokovic et Rafael Nadal (48 chacun).
Qualifié pour les ATP Finals à Londres et placé dans le groupe Andre Agassi, il s'incline à tous ses matchs de poule mais sans rendre les armes. D'abord face à Stéfanos Tsitsipás (65-7, 4-6) en 1 h 42, puis Rafael Nadal (7-63, 3-6, 64-7) en 2 h 46 après avoir eu une balle de match et enfin, face à Alexander Zverev (4-6, 64-7) en 1 h 19.
Daniil Medvedev termine sa saison à la 5e place mondiale grâce à ses excellents résultats durant l'été.

### 2020. Victoire historique au Masters,3etitre en Masters 1000 et demi-finale à l'US Open
Daniil Medvedev commence son année à l'ATP Cup où il fait équipe avec Karen Khachanov. Il bat Fabio Fognini (1-6, 6-1, 6-3), John Isner (6-3, 6-1) et Casper Ruud (6-3, 7-66) pour permettre à la Russie d'atteindre les quarts de finale. Il y bat Diego Schwartzman (6-4, 4-6, 6-3) et atteint le dernier carré avec un 3 à 0 contre l'Argentine. Mais il s'incline contre Novak Djokovic (1-6, 7-5, 4-6) dans une rencontre accrochée en demi-finale.

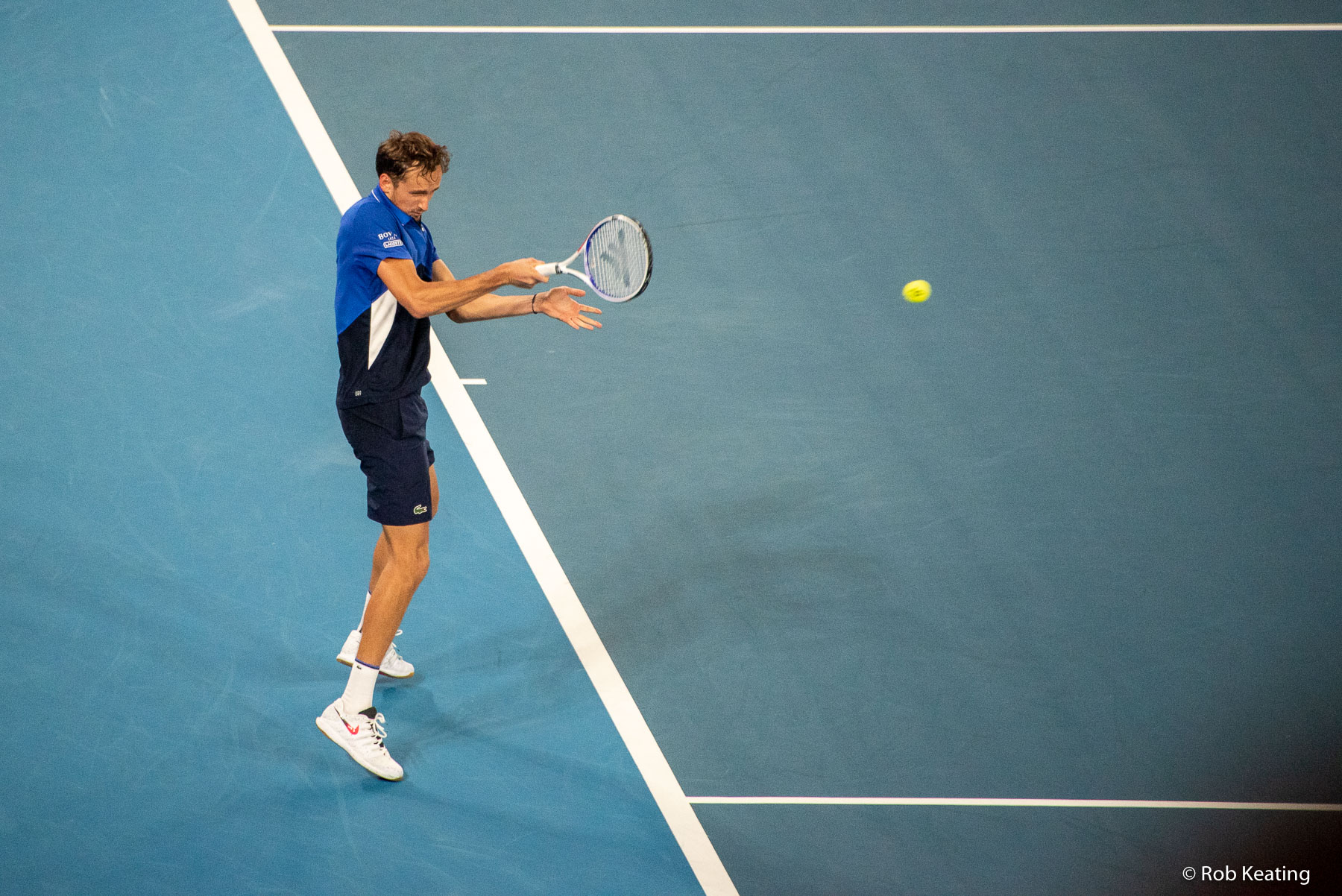
Daniil Medvedev à l'Open d'Australie en 2020.

Lors de l'Open d'Australie, où il est 4e tête de série, il atteint les huitièmes de finale, comme la saison précédente. Après avoir écarté Frances Tiafoe (6-3, 4-6, 6-4, 6-2), Pedro Martinez (7-5, 6-1, 6-3) et Alexei Popyrin (6-4, 6-3, 6-2), il est éliminé par Stanislas Wawrinka (2-6, 6-2, 6-4, 62-7, 2-6) en cinq sets au bout de 3 h 25 de jeu.
Après l'interruption de la saison à cause de la pandémie de Covid-19, il atteint les quarts de finale du Masters de Cincinnati où il perd contre Roberto Bautista-Agut (6-1, 4-6, 3-6), perdant ainsi son titre acquis l'année précédente.
Il se qualifie ensuite pour les demi-finales de l'US Open sans perdre un set, en passant Federico Delbonis (6-1, 6-2, 6-4), l'Australien Christopher O'Connell (6-3, 6-2, 6-4), l'Américain J.J. Wolf (6-3, 6-3, 6-2), l'Américain Frances Tiafoe (6-4, 6-1, 6-0) et son compatriote Andrey Rublev (7-66, 6-3, 7-65),. Il est battu en demi (2-6, 67-7, 65-7) en 2 h 55 par le futur vainqueur Dominic Thiem,.
À Roland-Garros, il s'incline pour la quatrième fois de suite dès le premier tour, face au joueur hongrois Márton Fucsovics en 4 sets (4-6, 63-7, 6-2, 1-6).
Medvedev se présente au Masters de Paris-Bercy après la parenthèse automnale sur terre battue. Sur son parcours, il vainc notamment l'Australien Alex de Minaur (5-7, 6-2, 6-2) après un premier set compliqué, l'Argentin Diego Schwartzman (N° 9 mondial) en seulement 63 minutes (6-3, 6-1) puis le Canadien Milos Raonic (6-4, 7-64) pour filer vers sa quatrième finale en six Masters 1000 consécutifs et sa première finale de l'année. Il remporte son 3e Masters 1000 et huitième titre, en y battant le numéro 7 mondial Alexander Zverev (5-7, 6-4, 6-1), après 2 h 07 de jeu où il fait plier l'Allemand physiquement.
Enfin, il joue le Masters pour la seconde fois, n'ayant remporté aucun match lors de l'édition précédente. Il bat d'abord facilement Alexander Zverev (N° 7 mondial) dans une rencontre de puncheurs (6-3, 6-4) en une heure et demie. Puis il domine le numéro 1 mondial, Novak Djokovic (6-3, 6-3) en 1 h 21 et finit invaincu de la poule "Tokyo 1970" après sa victoire (6-3, 6-3) en 1 h 13 contre Diego Schwartzman (N° 9 mondial). Ce parcours sans-faute lui offre le ticket des demi-finales. Dans le dernier carré, il affronte l'Espagnol Rafael Nadal, qui a une chance de s'offrir pour la première fois ce tournoi. Dans une rencontre serrée de 2 h 36 de jeu, alors qu'il est mené 3-6, 4-5 face à l'Espagnol qui sert pour le match, il renverse le numéro 2 mondial (3-6, 7-64, 6-3) et se qualifie pour la finale,. Dans un match similaire quant à son déroulement, Medvedev s'offre son titre le plus prestigieux face à l'Autrichien et numéro 3 mondial Dominic Thiem (4-6, 7-62, 6-4) en 2 h 42, qui perd sa seconde finale consécutive dans ce tournoi. Invaincu, Medvedev empoche la totalité des 1500 points en jeu, et bat pour la première fois dans l'histoire du tennis les numéros 1, 2 et 3 mondiaux au Masters de fin d'année. Cela ne s'était jamais produit dans un tournoi majeur. Cette performance est aussi inédite dans un même tournoi ATP depuis 2007. Il écarte en outre les trois vainqueurs de Grand Chelem de l'année 2020, égalant la prouesse de son compatriote Nikolay Davydenko (Masters de 2009). À cette occasion, le président de Russie Vladimir Poutine félicite Medvedev qui perpétue selon lui « la fantastique tradition nationale de l'école de tennis », et salue en lui « une maîtrise et un caractère de vrai combattant ».
C'est donc par une série de sept victoires d'affilée sur des joueurs du top 10 qu'il couronne sa semaine et conclut sa saison. Medvedev devient aussi le second joueur à remporter le titre en ayant perdu tous ses matchs à l'édition précédente, après Novak Djokovic en 2008.
Il termine l'année à la 4e place mondiale.

### 2021. Victoire historique à l'US Open, numéro 2 mondial, record du nombre de victoires, doublé historique à l'ATP Cup et en Coupe Davis,4etitre en Masters 1000, finaliste à l'Open d'Australie
En début d'année, il remporte l'ensemble de ses matchs à l'ATP Cup, battant Diego Schwartzman pour l'Argentine (7-5, 6-3) et Kei Nishikori pour le Japon (6-2, 6-4) en phase de groupe, avant de s'imposer en demi-finale face à l'Allemagne d'Alexander Zverev (3-6, 6-3, 7-5) et de remporter la coupe contre l'Italie de Matteo Berrettini (6-4, 6-2). Il offre ainsi à la Russie son premier titre dans une compétition internationale depuis la Coupe Davis 2006, aux côtés d'Andrey Rublev et d'Aslan Karatsev. À l'issue de la compétition, il compte un total de dix victoires d'affilée sur des joueurs du top 10.
Il participe ensuite à l'Open d'Australie en tant que tête de série numéro 4. Il écarte tout d'abord Vasek Pospisil (6-2, 6-2, 6-4) et Roberto Carballés Baena (6-2, 7-5, 6-1) en trois manches. Il perd deux sets au troisième tour face à Filip Krajinović (6-3, 6-3, 4-6, 3-6, 6-0) avant de s'imposer face à Mackenzie McDonald (6-4, 6-2, 6-3) en une heure et demi. Il bat Andrey Rublev en quart (7-5, 6-3, 6-2) en seulement deux heures de jeu, puis affronte Stéfanos Tsitsipás en demi-finales. Montrant une qualité exceptionnelle sur ses passings, et signant ce que d'aucuns nomment le « point du tournoi », il domine largement le Grec en 2 h 09 (6-4, 6-2, 7-5), éteignant au troisième set les ardeurs d'un public grec peu fair-play. Avec cette victoire, il réalise une série de 20 succès consécutifs depuis le Masters de Paris-Bercy, mais également 12 victoires consécutives face à des joueurs du top 10. En finale, il affronte le numéro un mondial Novak Djokovic pour sa deuxième finale de Grand Chelem,, mais s'incline (5-7, 2-6, 2-6) plutôt sèchement en moins de deux heures de jeu, après celle perdue à l'US Open 2019 face à Rafael Nadal,. Il obtient alors son meilleur classement ATP à la suite de ce résultat, en montant à la 3e place mondiale.
En mars, Daniil Medvedev se rend à l'Open 13 de Marseille où il défait successivement le Biélorusse Egor Gerasimov (6-2, 6-4), l'Italien Jannik Sinner (6-2, 6-4) et la surprise Australienne Matthew Ebden (6-4, 3-0 ab.). Il remporte son dixième titre en battant en finale Pierre-Hugues Herbert (6-4, 64-7, 6-4). Le lendemain, 15 mars, il monte à la 2e place du classement ATP et devient le premier joueur hors du Big Four à atteindre cette place depuis Lleyton Hewitt en 2005, c'est-à-dire depuis seize ans.
Au Masters 1000 de Miami en tant que tête de série no 1, Medvedev remporte son premier tour contre le Taïwanais Lu Yen-hsun (6-2, 6-2) qui venait de faire son retour sur le circuit avec sa première victoire depuis trois ans. Au tour suivant, alors qu'il est perclus de crampes et semble souffrir de la chaleur et de l'humidité, et bien qu'il semblait avoir le match en main au second set, il parvient à remporter un dur bras de fer contre l'Australien Alexei Popyrin (7-63, 67-7, 6-4) après 2 h 16 de jeu. En huitièmes de finale, il bat l'Américain Frances Tiafoe (6-4, 6-3). Mais fatigué, il est stoppé en quart par Roberto Bautista-Agut (4-6, 2-6).
Commence la saison sur terre battue. Au Masters de Madrid, il gagne en seizième de finale contre l'Espagnol Alejandro Davidovich Fokina (4-6, 6-4, 6-2), mais perd en huitièmes contre le Chilien Cristian Garín (4-6, 7-62, 1-6). Au Masters de Rome, il sort d'entrée contre son compatriote Aslan Karatsev (2-6, 4-6). 
Tête de série no 2 à Roland-Garros, il passe pour la première fois le premier tour (après quatre tentatives) en battant Alexander Bublik (6-3, 6-3, 7-5). Il écarte ensuite deux Américains, Tommy Paul au second tour (3-6, 6-1, 6-4, 6-3) et Reilly Opelka au troisième tour (6-4, 6-2, 6-4). Au quatrième tour, il vainc sans débats l'expert chilien de la terre battue Cristian Garín (6-2, 6-1, 7-5) en 2 h 04. Auteur au troisième set de deux coups droits impressionnants long de ligne et à l'extérieur du filet, il est acclamé par une ola sur le court Suzanne Lenglen. Il s'arrête en quart face au futur finaliste, Stéfanos Tsitsipás (3-6, 63-7, 5-7), devant des tribunes vides du fait d'un choix de programmation. Il signe néanmoins l'un des points les plus spectaculaires du tournoi avec un tweener lobé conclu par un smash,.
Après être sorti d'entrée au tournoi de Halle par Jan-Lennard Struff (66-7, 3-6), Medvedev remporte son premier tournoi sur gazon et son onzième titre à Majorque, en Espagne. Il est le premier vainqueur du Mallorca Championships. Il y écarte successivement Corentin Moutet (6-4, 6-2), le Norvégien Casper Ruud (7-5, 6-1), l'Espagnol Pablo Carreño Busta (3-6, 6-3, 6-2) et l'Américain Sam Querrey (6-4, 6-2). 
À Wimbledon, Medvedev obtient sa revanche sur Struff au premier tour (6-4, 6-1, 4-6, 7-63), puis écarte sèchement le jeune espoir Espagnol Carlos Alcaraz (6-4, 6-1, 6-2). Au troisième tour, il fait tomber Marin Čilić en remontant un handicap de deux sets (63-7, 3-6, 6-3, 6-3, 6-2). C'est la première fois de sa carrière que Medvedev remonte un tel écart en 12 tentatives, ainsi que sa première victoire en cinq sets à Wimbledon après trois échecs. En huitième de finale, il rencontre le Polonais Hubert Hurkacz dans un match sur deux jours, interrompu par la pluie. La rencontre débute sur le Court no 2 pour finir sur le Central, sur lequel Medvedev n'avait jamais joué auparavant. Bien qu'il soit tête de série no 2, l'organisation a préféré y faire jouer Roger Federer, moins bien classé et tête de série no 6. Alors qu'il ne s'était pas fait breaker une seule fois le premier jour, et alors qu'il menait deux sets à un, il se fait remonter un set et demi et perd la rencontre contre Hurkacz (6-2, 62-7, 6-3, 3-6, 3-6).
Parenthèse avec les Jeux olympiques d'été de Tokyo qui se déroule en 2021 à cause du covid-19. Il est battu aux portes des demi-finales contre Pablo Carreño Busta qui remportera la médaille de bronze.
La saison sur dur commence pour Medvedev par son quatrième triomphe en Masters 1000 à Toronto en tant que tête de série no 1 et de l'absence du Big 3 pour la première fois à ce tournoi. Il écarte d'abord Alexander Bublik (4-6, 6-3, 6-4). Lors de cette rencontre se produit un fait de jeu remarqué : alors que Medvedev smash sur Bublik, que la balle revient et qu'il s'apprête à conclure sur un second smash, Medvedev s'excuse par un "Sorry" ("Désolé"), alors que le point n'est pas fini. Bien que Bublik ait renvoyé la balle et n'ait même pas entendu le mot, l'arbitre donne le point au Kazakh pour "obstruction", ce qui provoque l'hilarité des deux joueurs. Bublik croit même qu'il est à l'origine de la gêne. Medvedev qualifie alors la décision de l'arbitre de "stupide", et ajoute : « c'est incroyable ce que vous avez fait ». L'incident n'a finalement aucun impact sur la rencontre. Après s'être défait du qualifié Australien James Duckworth (6-2, 6-4), Medvedev retrouve Hubert Hurkacz qu'il bat (2-6, 7-66, 7-65) au bout de 2 h 16. Vainqueur de John Isner en demi-finale (6-2, 6-2),, il triomphe finalement de l'Américain Reilly Opelka (6-4, 6-3) en 1 h 25 pour remporter son quatrième trophée de la saison et son douzième titre ATP en carrière. Au Masters de Cincinnati, il élimine aisément Mackenzie McDonald (6-2, 6-2), Grigor Dimitrov (6-3, 6-3) et écrase Pablo Carreño Busta (6-1, 6-1). En demi-finale, opposé à son compatriote Andrey Rublev, se produit un incident resté sous le nom de "Camera Gate". Pour la première fois, l'organisation a décidé d'installer cette année des caméras sur le court lui-même, à l'opposé de toute règle de fair play relative à l'obstruction des joueurs et contrevenant à la distance minimum recommandée entre les lignes de fond et le fond de court. Alors qu'il menait sèchement un set à zéro (6-2), Medvedev percute la caméra et la fait tomber au sol. Allant d'abord aux nouvelles du cameraman, il accuse l'organisation de ne pas se préoccuper des joueurs. Semblant blessé, Medvedev perd pour la première fois un match face à Rublev en cinq confrontations. Cet incident suscite une polémique chez les fans, dans la communauté tennistique, et est fortement relayé par la presse. Rublev dénonce lui-même au terme de la rencontre le danger que représente ces caméras lorsque le joueur est loin de sa ligne,.
Daniil Medvedev se rend à l'US Open en tant que tête de série no 2. Novak Djokovic, tête de série no 1, est en quête d'un quatrième tournoi du Grand Chelem dans l'année, après ses victoires à l'Open d'Australie, Roland-Garros et Wimbledon. Dans ce contexte particulier, Medvedev prévient avant le commencement du tournoi : « Nous sommes là pour l'empêcher de remporter l'US Open. En ce qui me concerne, je veux gagner ce tournoi. Je m'en fiche de gagner en finale contre un qualifié ou contre Novak, je veux juste gagner le tournoi. Mais on sait bien que Novak est un des meilleurs joueurs de tous les temps ». Medvedev élimine Richard Gasquet au premier tour (6-4, 6-3, 6-1) en 1 h 57. Puis il se défait aisément de Dominik Köpfer (6-4, 6-1, 6-2). Dans le deuxième set, Medvedev réalise un point d'anthologie : au milieu de l'échange il feint de s'arrêter, puis accomplit une volée réflexe, qui lui fait empocher le jeu de 5-1,. Au troisième tour, il bat le vétéran Espagnol Pablo Andújar (6-0, 6-4, 6-3), avant d'écarter en 1 h 43 le Britannique Daniel Evans en huitième de finale (6-3, 6-4, 6-3) avec autant de facilité. En quart de finale, il rencontre l'étonnant Botic van de Zandschulp, issu des qualifications, qu'il domine après une belle résistance du Hollandais (6-3, 6-0, 4-6, 7-5) en 2 h 22,. Puis il bat Félix Auger-Aliassime en demi-finale (6-4, 7-5, 6-2) en 2 h 06, remportant le deuxième set alors qu'il est mené 2-5 et expédiant un revers long de ligne sur les deux balles de set de son adversaire,. Il atteint ainsi sa troisième finale en Grand Chelem en deux ans, après celles de l'US Open 2019 et de l'Open d'Australie 2021,. Pour la deuxième fois en 2021, les deux joueurs en tête du classement ATP, Daniil Medvedev et Novak Djokovic, se retrouvent donc sur le court, avec l'objectif pour ce dernier d'égaler l'Américain Donald Budge (1938) et l'Australien Rod Laver (1962, 1969) en s'imposant sur tous les tournois majeurs au cours d'une même année. Le 12 septembre, bravant un public majoritairement acquis à la cause du numéro 1 mondial, Medvedev remporte l'US Open en trois sets (6-4, 6-4, 6-4) et 2 h 16. Impassible, maître de son jeu et impérial au service tant sur premières que sur secondes balles qu'il envoie comme des premières, il efface pas moins de cinq balles de break sur six.
En remportant le titre, Medvedev signe un record du XXIe siècle en remportant à cette occasion l'ensemble des tournois importants ayant lieu après Wimbledon dans le calendrier ATP (titre du Grand Chelem, Masters et les quatre Masters 1000) dans un temps éclair de trois années (2019-2021). Seuls Federer, Djokovic et Murray ont remporté tous ces tournois au XXIe siècle, mais sur une durée plus longue (respectivement de cinq, dix et dix ans). Il entre ensuite dans l'Histoire comme celui qui, seul, a accompli l'exploit d'empêcher un numéro 1 mondial de réaliser le Grand Chelem calendaire. Premier joueur de l'ère Open à barrer le chemin d'un Grand Chelem en finale, il est le troisième athlète de l'histoire à le faire, après Fred Perry en 1933 et Ken Rosewall en 1956. Medvedev devient aussi le sixième joueur de l'histoire à battre le numéro 1 mondial en finale pour gagner son premier titre du Grand Chelem, après Manuel Orantes, Ivan Lendl, Pat Cash, Juan Martín del Potro et Stanislas Wawrinka.
Il devient également le seul joueur hors du Big Four à avoir battu Novak Djokovic en trois sets en finale de Grand Chelem et le détenteur de la victoire la plus rapide face au joueur serbe. Seul joueur étant parvenu à battre le numéro 1 mondial sur l'ensemble des quatre levées du Grand Chelem de l'année 2021, mettant fin à une série de 27 victoires, il est par conséquent le seul joueur à avoir vaincu le numéro 1 dans un match au meilleur des cinq sets cette année. Il n'a perdu qu'un match sur les deux Grands Chelems sur dur de la saison. Il est le second joueur à battre Djokovic en trois sets en finale de l'US Open, après Federer en 2007. Enfin, il est le quatrième joueur à avoir battu un membre du Big 3 (Federer, Nadal, Djokovic) en finale de Grand Chelem, après Stanislas Wawrinka (US Open 2016), Andy Murray (Wimbledon 2013) et Juan Martín del Potro (US Open 2009). L'US Open est son treizième titre en carrière et son cinquième titre de l'année.
En octobre, Medvedev joue le Masters 1000 d'Indian Wells en tant que tête de série no 1, déplacé spécialement à cette période. Il défait l'Américain Mackenzie McDonald (6-4, 6-2) puis le Serbe Filip Krajinović (6-2, 7-61), avant de perdre contre Grigor Dimitrov (6-4, 4-6, 3-6).
En novembre, il atteint la finale du Masters 1000 de Paris-Bercy en tant que tête de série no 2. Il vainc le Biélorusse Ilya Ivashka (7-5, 6-4), puis l'Américain Sebastian Korda (4-6, 6-1, 6-3) en 1 h 49, en s'illustrant dans la dernière manche par un passing shot plongeant pour convertir la première balle de break. Il bat ensuite le local Hugo Gaston (7-67, 6-4) en 1 h 45, sauvant trois balles de set dans le premier acte. Parvenu en demi-finale, il balaye le 4e mondial Alexander Zverev (6-2, 6-2) en 1 h 20. Medvedev se retrouve ainsi dans sa sixième finale en Masters 1000, et signe un neuvième succès d'affilée à Paris-Bercy. Il perd en finale en 2 h 15 contre le no 1 Novak Djokovic (6-4, 3-6, 3-6). Lors de son discours de victoire, Djokovic dit de Medvedev : « Il est le leader de la nouvelle génération ».
Il se présente ensuite au Masters. En phase de poules il bat coup sur coup le 7e mondial Hubert Hurkacz (65-7, 6-3, 6-4) en deux heures, Alexander Zverev (3e mondial) pour la cinquième fois d'affilée (6-3, 63-7, 7-66) en 2 h 35 et le 9e mondial Jannik Sinner (6-0, 65-7, 7-68) en prêt de deux heures et demi. En demi-finale, il élimine le 8e mondial Casper Ruud (6-4, 6-2), signant sa neuvième victoire consécutive au Masters. En finale, mentalement épuisé par ses récents efforts, il laisse la victoire à Alexander Zverev (4-6, 4-6) en 1 h 15. En raison du sans-faute de Medvedev en phase de groupes, seuls 300 points sur l'ensemble des points gagnés sur ce tournoi séparent les deux protagonistes, au terme de la finale.
Medvedev conclut l'année par sa victoire à la Coupe Davis, son sixième titre de l'année. Il mène l'équipe de Russie, composée d'Andrey Rublev, de la révélation de l'année Aslan Karatsev, de Karen Khachanov et d'Evgeny Donskoy. En phase de groupes, Medvedev bat d'abord l'Équatorien Emilio Gómez (6-0, 6-2), puis élimine l'Espagne tenante du titre en battant Pablo Carreño Busta (6-2, 7-63). En quart, il écarte la Suède de Mikael Ymer (6-4, 6-4) en 1 h 14 pour leur première confrontation, avant d'éliminer l'Allemagne par sa victoire sur Jan-Lennard Struff (6-4, 6-4). À la fin du match, devant un public madrilène supportant l'Allemagne contre le tombeur de leur équipe nationale, Medvedev s'exclame, espiègle : « Le moment fort de la semaine, c'était de battre l'Espagne ici à Madrid. Je le répète depuis 2019 : si vous voulez que je perde, encouragez-moi, ne me huez pas ». La Russie se retrouve donc pour la sixième fois en finale de Coupe Davis. Le 5 décembre, Medvedev bat la Croatie de Marin Čilić (7-67, 6-2), pour offrir à la Russie sa troisième Coupe Davis, après 2002 en France et 2006 en Russie. C'est la première fois qu'une nation remporte les deux compétitions nationales dans la même année, l'ATP Cup et la Coupe Davis.
Avec cette victoire Daniil Medvedev établit un record dans l'ère Open, en remportant la totalité des tournois importants (titre du Grand Chelem, Masters, Masters 1000 et Coupe Davis) ayant lieu après Wimbledon dans le calendrier ATP et ITF en trois années seulement (2019-2021). Seuls Andre Agassi, Roger Federer, Novak Djokovic et Andy Murray y sont parvenus aussi, sur une durée plus longue. Il détient également le record historique de rapidité dans l'ère Open pour la conquête, en trois ans toujours, de tous les titres importants situés entre Wimbledon et l'Open d'Australie dans le calendrier ATP et ITF : l'US Open, le Masters, les quatre Masters 1000, la Coupe Davis et l'ATP Cup. Seul Novak Djokovic en a fait autant, mais sur l'ensemble de sa carrière.
Comme à l'ATP Cup, Medvedev réalise à Madrid un sans-faute : il enregistre cinq victoires sur cinq, cette fois sans perdre un set. À l'issue de la victoire, Medvedev s'exprime sur cette double consécration : « Les deux tournois étaient extraordinaires. L'ATP Cup, parce que c'est le premier que nous avons gagné avec cette équipe. Mais la Coupe Davis est une compétition historique. Je les trouve toutes les deux incroyables, et vraiment importantes. Je suis très heureux que la Russie ait réussi à gagner les deux cette année ».
À la fin de l'année, Medvedev termine deuxième au classement ATP et met fin aux dix-sept ans de règne du Big Four sur les deux premières places mondiales du classement final annuel. Il est ainsi le premier numéro 2 mondial au terme de la saison, depuis Andy Roddick en 2004, à ne pas faire partie du Big Four.
Daniil Medvedev est le recordman du nombre de victoires en 2021, avec un total de 62 matchs gagnés sur 75.

### 2022.1refoisnuméro 1 mondial, finaliste à l'Open d'Australie mais fin de saison mitigée
C'est à l'ATP Cup que Medvedev commence sa saison, en tant que leader de l'équipe de Russie. Il perd son premier duel de poules contre le Français Ugo Humbert (7-65, 5-7, 62-7), mais la Russie bat finalement la France 2-1 grâce au double qu'il dispute avec Roman Safiullin face à la paire Fabrice Martin - Édouard Roger-Vasselin (6-4, 6-4). Puis, dans le match contre l'Australie, Medvedev bat Alex de Minaur (6-4, 6-2), et défait en double la paire Luke Saville - John Peers (7-67, 3-6, 10-6) avec Roman Safiullin, permettant à la Russie de gagner l'ensemble de ses rencontres (3-0). Pour le dernier match de poule face à l'Italie, la Russie l'emporte 2-1 grâce à la victoire de Medvedev sur le no 7 mondial Matteo Berrettini (6-2, 65-7, 6-4) et son triomphe en double avec Safiullin contre la paire des deux top 10 Matteo Berrettini - Jannik Sinner (5-7, 6-4, 10-5). La Russie est donc qualifiée pour la demi-finale contre le Canada. Medvedev permet à la Russie d'égaliser 1-1 en écrasant le 11e mondial Félix Auger-Aliassime (6-4, 6-0). Mais la paire Medvedev - Safiullin perd le double décisif au super-tie-break (6-4, 5-7, 7-10), ce qui élimine la Russie.
A l'Open d'Australie, Daniil Medvedev hérite d'un tableau d'une rare difficulté. Il écarte le cogneur Henri Laaksonen au 1er tour (6-1, 6-4, 7-6), puis le local Nick Kyrgios, traditionnel "coupeur de tête", qu'il éteint en même temps qu'un public australien incorrect (7-6, 6-4, 4-6, 6-2). A l'issue de la rencontre, interviewé par Jim Courier sur le court, il déclare : « Il n'y a pas le choix, quand le public siffle entre le premier et le deuxième service, il faut rester calme ». Hué par une partie du public, il répond : « Les gars, je n'entends rien, montrez un peu de respect pour Jim Courier. Il a gagné ici, merci. Au moins respectez quelqu'un, respectez Jim Courier. » Au micro d'Eurosport, il conclut : « Les spectateurs qui sifflent entre deux services ont certainement un quotient intellectuel faible ». Au troisième tour, il retrouve Botic van de Zandschulp, seul joueur à lui avoir pris un set à l'US Open 2021 : il l'écarte cette fois-ci en trois sets (6-4, 6-4, 6-2). Il se qualifie difficilement pour les quarts de finale en battant l'Américain Maxime Cressy, spécialiste du service-volée (6-2, 7-64, 64-7, 7-5). A l'issue du match, il explique ne pas comprendre pourquoi, en tant que numéro 2 mondial et vainqueur de Grand Chelem, il n'a toujours pas joué sur le Court Central, chose qui lui a aussi été refusée à Wimbledon en 2021, - et ce qui lui aurait facilité la tâche contre un serveur-volleyeur au vu de la dimension plus spatieuse du court. En quarts de finale, dans un match d'une intensité et d'un niveau exceptionnels, il renverse complètement Félix Auger-Aliassime (64-7, 3-6, 7-62, 7-5, 6-4) en ayant sauvé une balle de match, après 4 h 42. Il retrouve comme l'an passé le Grec Stefanos Tsitsipas en demi-finale, qu'il vainc pour la septième fois (7-65, 4-6, 6-4, 6-1), en 2 h 30. Mené 4-1 au tie-break du premier set, il parvient à retourner la situation en sa faveur, notamment grâce à un passing-shot d'une précision parfaite. Il atteint donc la finale pour la seconde année consécutive, où il affronte Rafael Nadal. Epuisé par son parcours, faisant face à un des publics les plus hostiles de l'histoire des Grand Chelem, il perd en 5 heures et 24 minutes (2-6, 6-7, 6-4, 6-4, 7-5). Gagnant à l'endurance, alors que les plus jeunes joueurs dans le tournoi ont cédé à la fatigue, notamment Stefanos Tsitsipas, le finaliste plus âgé des deux semble le plus frais au bout de cinq heures trente de jeu, alors qu'il n'a pas suivi d'entraînement habituel avant la compétition et qu'il revient de blessure. Etonné, Medvedev demande à Nadal au terme de la rencontre : « Es-tu fatigué ? ». Cette finale est la deuxième plus longue finale de Grand Chelem de l'histoire, juste derrière celle de 2012 qui opposait Rafael Nadal à Novak Djokovic.
Son tournoi suivant est le tournoi d'Acapulco, au Mexique, où il se hisse en demi-finale et est, de nouveau, battu par Rafael Nadal, sur le score de 3-6, 3-6. Ce résultat suffit pourtant au Russe pour s'emparer de la place de no 1 mondial, le Serbe Novak Djokovic, engagé de son côté, la même semaine, au tournoi de Dubaï, s'étant incliné en quart de finale. Le 28 février 2022, Daniil Medvedev devient ainsi, à 26 ans, le 27e joueur à occuper la première place du classement ATP depuis son établissement en 1973. Il est le premier joueur hors du Big Four à occuper cette place depuis Andy Roddick en février 2004, mettant fin à une suprématie de 18 ans de ces quatre joueurs sur le classement mondial. Daniil Medvedev est le troisième joueur russe à se classer no 1 mondial, après Ievgueni Kafelnikov en 1999 et Marat Safin en 2000.
En avril, il annonce son absence du circuit pour une durée d'un à deux mois en raison d'une hernie discale, pour laquelle il doit subir une opération.
En mai, pour son retour, Daniil Medvedev rejoint pour la deuxième année consécutive la seconde semaine du tournoi de Roland-Garros, en battant l'Argentin Facundo Bagnis (6-2, 6-2, 6-2), puis les Serbes Laslo Djere (6-3, 6-4, 6-3) et Miomir Kecmanović (6-2, 6-4, 6-2). Il se fait surprendre en huitième de finale par le Croate Marin Čilić sur une terre battue nocturne (2-6, 3-6, 2-6).
La saison sur gazon est marquée par l'expulsion des Russes de tous les tournois britanniques, dont Wimbledon, à la suite de la guerre en Ukraine. Cette décision unilatérale, sans consultation préalable, est largement critiquée dans le monde du tennis, et fait scandale au point que l'ATP et la WTA décident de retirer les points attribués au Grand Chelem londonien, qui maintient sa décision. Ainsi, Medvedev se voit banni du tournoi 2022 bien que numéro 1 mondial. Medvedev ne chôme pas sur gazon pour autant. En juin, il rallie la finale du tournoi de Bois-le-Duc en battant Gilles Simon (7-5, 6-4), Ilya Ivashka (7-68, 6-4) et le tenant du titre Adrian Mannarino (7-5, 7-5), à chaque fois en deux sets. Il s'incline en finale contre le surprenant Néerlandais Tim van Rijthoven, 205e mondial et futur 1/8e de finaliste à Wimbledon 2022 en deux sets (4-6, 1-6). Malgré cette défaite, il retrouve à la faveur de cette finale la place de numéro un mondial. La semaine suivante, il enchaîne une deuxième finale consécutive au tournoi de Halle, en s'imposant d'abord contre le futur quart-de-finaliste à Wimbledon 2022 David Goffin (6-3, 6-2), puis retrouve Ilya Ivashka (7-64, 6-3), défait Roberto Bautista-Agut (6-2, 6-4) et enfin Oscar Otte (7-63, 6-3), en deux sets toujours. Il s'incline au tour suivant contre le Polonais Hubert Hurkacz en un peu plus d'une heure. C'est la troisième finale consécutive qu'il perd depuis la Coupe Davis. Il est battu la semaine suivante en quarts de finale du tournoi de Majorque par l'Espagnol Roberto Bautista-Agut pour la fin de sa tournée sur gazon, après avoir renversé son compatriote Aslan Karatsev en huitièmes (4-6, 6-3, 6-2). Avant le tournoi de Wimbledon, Cameron Norrie, numéro 1 britannique, vainqueur du Masters 1000 d'Indian Wells en 2021 et futur demi-finaliste de Wimbledon 2022, déclare à l'émission Players' Voice sur Eurosport que Medvedev est son joueur préféré et qu'il s'inspire de son parcours : "C'est impressionnant pour moi de voir ce que Daniil Medvedev a fait. Je l'ai suivi - c'est mon joueur préféré - et le fait de voir comment il a atteint la première place mondiale avec son style de jeu m'a donné confiance. Je ne dis pas du tout que c'est facile - il a un talent fou - mais il n'y a aucune raison pour que je ne puisse pas faire la même chose".
Medvedev retrouve les courts sur dur à Cabo San Lucas, au Mexique. Il remporte le tournoi sans perdre un set, après des victoires sur l'Australien Rinky Hijikata (6-4, 6-3), Ricardas Berankis (6-2, 6-2) et Miomir Kecmanovic (7-60, 6-1). En finale, il bat le tenant du titre et N°12 mondial Cameron Norrie (7-5, 6-0) pour leur seconde confrontation. C'est son quatorzième titre ATP, et le premier en tant que numéro 1 mondial. Medvedev détient ainsi au moins un titre dans chaque pays d'Amérique du Nord.
Medvedev réalise d'entrée un match moyen au tournoi de Montréal, perdant face à Nick Kyrgios qu'il avait battu à l'Open d'Australie (7-6, 4-6, 2-6). Il rate surtout les points importants. Il explique en conférence de presse que son adversaire étant en forme et étant dans les 15 meilleurs joueurs mondiaux environ, il est juste dommage de tomber d'entrée sur de tels joueurs qui sont virtuellement têtes de série, et non au tour suivant. Il confirme que ses quelques erreurs sont dues au manque d'habitude de pratique du terrain, ce qui se signifie pas qu'il aurait gagné un autre jour, précise-t-il.

### 2023:20etitre,300evictoire en carrière, 5 titres ATP dont 2 Masters 1000, finaliste à l'US Open et demi-finale à Wimbledon
Daniil Medvedev commence l'année par plusieurs victoires à Adelaïde contre Lorenzo Sonego, Miomir Kecmanović et son compatriote Karen Khachanov. Arrivé en demi-finales, il s'incline contre la tête de série numéro un, le Serbe Novak Djokovic (3-6, 4-6). À l'Open d'Australie, il bat facilement l'Américain Marcos Giron (6-0, 6-1, 6-2) puis le local John Millman (7-5, 6-2, 6-2) aux deux premiers tours mais est éliminé avant la deuxième semaine par Sebastian Korda (6-7, 3-6, 6-7) au troisième tour. C'est sa plus mauvaise performance en Grand Chelem depuis près de trois ans.
Un mois plus tard, il se relance à Rotterdam où il élimine successivement l'Espagnol Alejandro Davidovich Fokina (4-6, 6-2, 6-2), le local Botic van de Zandschulp (6-2, 6-2), le numéro huit mondial Félix Auger-Aliassime (6-2, 6-4), le Bulgare Grigor Dimitrov (6-1, 6-2) et l'Italien Jannik Sinner en finale (5-7, 6-2, 6-2). Il s'agit du premier titre de sa saison. Il est suivi une semaine plus tard d'un deuxième à Doha où il domine le Britannique Liam Broady (6-4, 6-3), l'Australien Christopher O'Connell (6-2, 4-6, 7-5), le Canadien Félix Auger-Aliassime pour la deuxième fois en une semaine (6-4, 7-6) et de l'ancien numéro un Andy Murray (6-4, 6-4) en finale. Une semaine plus tard, il emporte un troisième titre en trois semaines sans perdre un seul set à Dubaï, éliminant le repêché Matteo Arnaldi (6-4, 6-2), le Kazakh Alexander Bublik (6-4, 6-2), le Croate Borna Ćorić (6-3, 6-2) et le numéro un mondial, invaincu depuis vingt matchs Novak Djokovic (6-4, 6-4). Il s'impose contre son compatriote Andrey Rublev, sixième mondial (6-2, 6-2).
Annoncé comme l'un des favoris du Masters 1000 d'Indian Wells, il écarte en mars lors de ce tournoi l'Américain Brandon Nakashima (6-4, 6-3) et le Biélorusse Ilya Ivashka (6-2, 3-6, 6-1), en se plaignant notamment en interview d'après-match de la surface trop lente des cours. Il domine l'Allemand Alexander Zverev (6-7, 7-6, 7-5) difficilement pour jouer les quarts de finale de ce tournoi pour la première fois de sa carrière. Il laisse le doute planer sur sa participation à la suite du tournoi, après une blessure à une cheville durant le match. Il poursuit néanmoins sa route et écarte l'Espagnol Alejandro Davidovich Fokina (6-3, 7-5) et remporte une dix-neuvième victoire consécutive contre l'Américain Frances Tiafoe (7-5, 7-6) pour rejoindre une quatrième finale. Il retrouve l'Espagnol Carlos Alcaraz et s'incline (3-6, 2-6), laissant son adversaire retrouver la position de numéro un mondial.
Il enchaîne avec le second Masters 1000 américain à Miami. Il élimine l'Espagnol Roberto Carballés Baena (6-1, 6-2), profite du forfait du Slovaque Alex Molčan, et se défait du Français Quentin Halys (6-4, 6-2) et de la surprise locale Christopher Eubanks (6-3, 7-5) pour atteindre les demi-finales et ainsi améliorer sa meilleure performance dans le tournoi. Il sort son compatriote Karen Khachanov (7-6, 3-6, 6-3) comme en début d'année pour jouer sa cinquième finale en deux mois. Il accomplit l'exploit d'avoir disputé les finales de tous les tournois les plus importants sur dur et en indoor à savoir les Masters 1000, le Masters, les Grands Chelems et la coupe Davis. Il fait tomber l'Italien Jannik Sinner (7-5, 6-3) en finale pour la sixième fois en six duels et remporte ainsi son quatrième titre de la saison. Il s'agit de sa 24e victoire sur les 25 derniers matchs.
Mi-avril, il dispute le Masters de Monte-Carlo pour la première fois depuis 2019. Il s'impose contre l'invité Lorenzo Sonego (6-3, 6-2) et l'Allemand Alexander Zverev (3-6, 7-5, 7-6) demi-finaliste l'année précédente, après avoir sauvé deux balles de match. Il s'incline ensuite en quarts de finale contre le jeune Danois Holger Rune (3-6, 4-6), finaliste du tournoi. Il emporte des matchs au Masters de Madrid contre les qualifiés Andrea Vavassori (6-4, 6-3) et Alexander Shevchenko (4-6, 6-1, 7-5) mais tombe en huitièmes de finale contre un troisième qualifié, son compatriote Aslan Karatsev (6-7, 4-6), futur demi-finaliste.
En mai, il gagne le Masters 1000 de Rome en battant en demi-finale Stéfanos Tsitsipás et en finale Holger Rune sur le même score (7-5, 7-5),. Il avait également sorti le Finlandais Emil Ruusuvuori (6-4, 6-2), l'Espagnol Bernabé Zapata Miralles (3-6, 6-1, 6-3) ainsi que les Allemands Alexander Zverev (6-2, 7-6) et Yannick Hanfmann (6-2, 6-2). Cette victoire lui offre son premier titre sur terre battue et son 6e Masters 1000. À l'issue du tournoi, il redevient no 2 mondial.
Lors de son entrée en lice à Roland-Garros, il est battu à la surprise générale par le qualifié Thiago Seyboth Wild en cinq sets (6-7, 7-6, 6-2, 3-6, 4-6). Il subit une autre défaite surprenante au premier tour de s'Hertogenbosh contre le Français Adrian Mannarino (6-4, 4-6, 2-6). La semaine suivante, il retrouve la victoire à Halle contre l'Américain Marcos Giron (6-4, 6-3), le Serbe Laslo Djere (6-3, 6-7, 6-3) mais s'incline en quarts de finale contre l'ancien demi-finaliste de Wimbledon Roberto Bautista-Agut (5-7, 6-7).

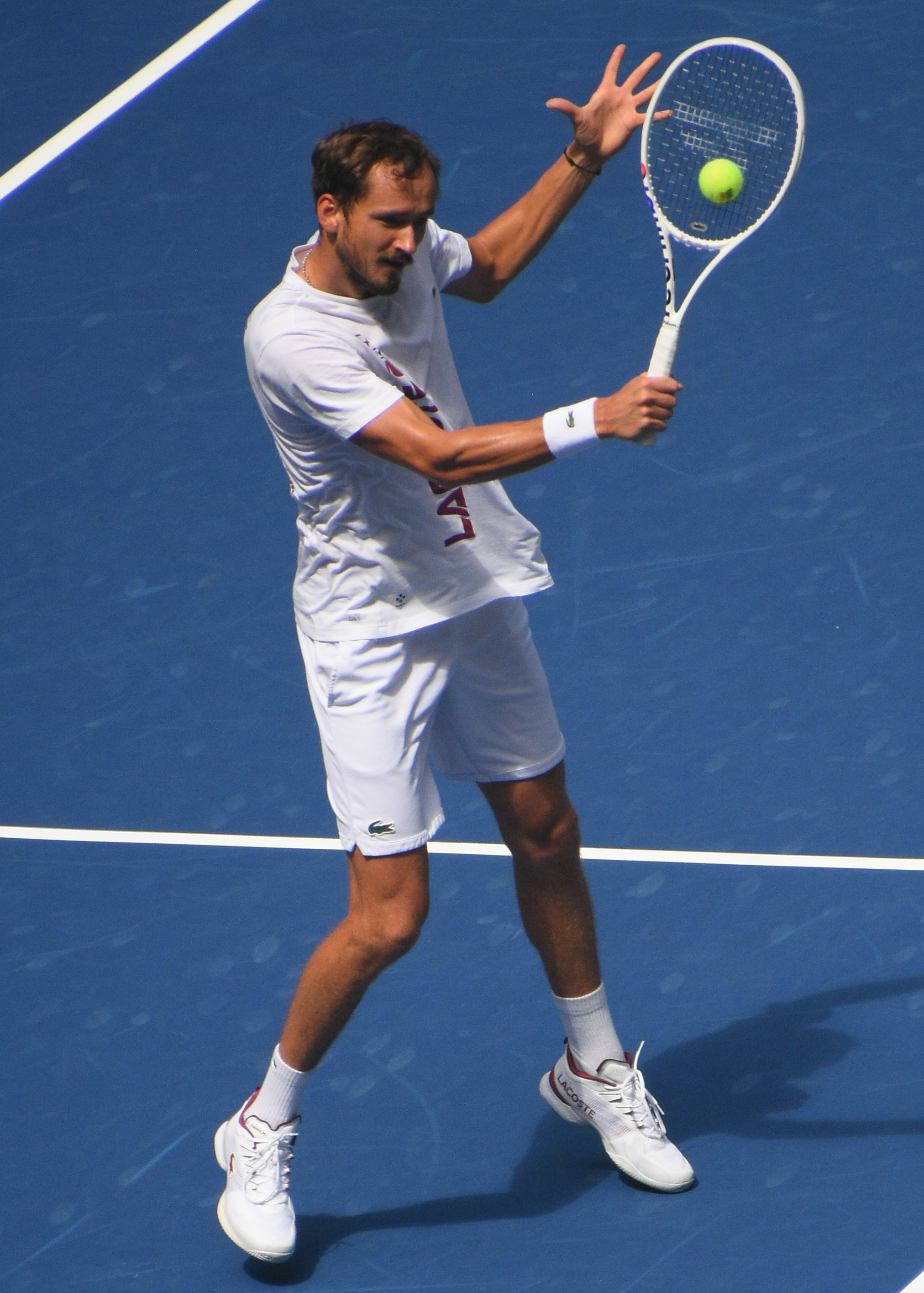
Daniil Medvedev à l'US Open en 2023.

Tête de série numéro trois dans le Grand Chelem londonien, il confirme son statut en parvenant en deuxième semaine à la faveur d'une victoire sur l'invité local Arthur Fery (7-5, 6-4, 6-3), 391e mondial qui lui offre une belle résistance, et d'une revanche prise contre le Français Adrian Mannarino (6-3, 6-3, 7-6) dans un match disputé sur deux jours à cause de la pluie ainsi qu'une victoire plus compliquée face au Hongrois Márton Fucsovics (4-6, 6-3, 6-4, 6-4). Il profite de l'abandon de son adversaire Jiří Lehečka pour atteindre les quarts de finale de Wimbledon, le dernier tournoi du Grand Chelem qui lui manquait à ce stade (6-4, 4-2 ab.). Il affronte en quarts de finale une des surprises du tournoi, l'Américain Christopher Eubanks, tombeur de Cameron Norrie et du cinquième mondial Stéfanos Tsitsipás et néophyte à ce niveau. L'Américain joue crânement sa chance et pose des problèmes au Russe qui parvient néanmoins à se qualifier pour sa première demi-finale (6-4, 1-6, 4-6, 7-6, 6-1). Il est stoppé logiquement par le très jeune numéro un mondial Carlos Alcaraz aux portes de la finale en trois sets (3-6, 3-6, 3-6).
Pour son retour sur dur au Masters du Canada, il s'impose contre deux Italiens, Matteo Arnaldi (6-2, 7-5) et Lorenzo Musetti (6-4, 6-4), avant de s'incliner en quarts de finale, comme l'année précédente, contre Alex de Minaur (6-7, 5-7), qui reste sur une finale à Los Cabos et qui remporte la plus belle victoire de sa carrière jusqu'alors en Masters 1000. Il rejoue Lorenzo Musetti sur le dur de Cincinnati et remporte le match de nouveau (6-3, 6-2) puis perd contre l'Allemand Alexander Zverev qui le rencontre pour la quatrième fois de l'année dans un match serré (4-6, 7-5, 4-6). Fin août à l'US Open, il bat facilement le Hongrois Attila Balázs (6-1, 6-1, 6-0) au premier tour puis l'Australien Christopher O'Connell (6-2, 6-2, 6-7, 6-2) contre qui il perd un set. Il sort ensuite l'Argentin Sebastián Báez (6-2, 6-2, 7-6) puis un autre Australien toujours en quatre sets, Alex de Minaur (2-6, 6-4, 6-1, 6-2) qui l'avait battu quelques semaines plus tôt. Parvenu en quarts de finale, il y retrouve son compatriote Andrey Rublev et lui inflige une sixième défaite en huit confrontations (6-4, 6-3, 6-4). En demi-finale, il retrouve le numéro un et tenant du titre Carlos Alcaraz et parvient à la surprise des observateurs à battre l'Espagnol (7-6, 6-1, 3-6, 6-3), ce qui lui permet de disputer sa cinquième finale en Grand Chelem, la troisième à l'US Open. Il joue comme lors de son dernier titre le Serbe Novak Djokovic qui remporte le match en trois sets (3-6, 6-7, 3-6).
Il reprend le circuit début octobre où pour la tournée asiatique, il atteint les demi-finales du tournoi de Pékin après des victoires sur Tommy Paul (6-2, 6-1), l'Australien Alex de Minaur (7-6, 6-3) et le Français Ugo Humbert (6-4, 3-6, 6-1). Il élimine ensuite l'Allemand Alexander Zverev (6-4, 6-3) pour jouer sa huitième finale de la saison contre le jeune Jannik Sinner. L'Italien le bat en deux tie-breaks. Il joue la semaine suivante à Shanghai, y gagne un match contre le Chilien Cristian Garín (6-3, 6-3) puis est défait par l'Américain Sebastian Korda (6-7, 2-6), qui sera demi-finaliste quelques jours plus tard.
Tenant du titre à Vienne, il tient son rang en écartant d'abord le jeune Français Arthur Fils (6-4, 6-2), renverse le Bulgare Grigor Dimitrov (3-6, 6-2, 6-4) et s'impose de nouveau contre son compatriote Karen Khachanov (6-3, 3-6, 6-3). En demi-finale, il écarte le numéro sept Stéfanos Tsitsipás (6-4, 7-6) puis retrouve pour la quatrième fois de l'année le jeune Jannik Sinner en finale. Comme à Pékin, ce dernier le bat (6-7, 6-4, 3-6). Il dispute le Masters 1000 de Paris-Bercy en fin d'année et comme l'année précédente, est éliminé dès le deuxième tour par le Bulgare Grigor Dimitrov (3-6, 7-6, 6-7) dans un duel serré au cours duquel le public le prend à partie. Il s'agit de son moins bon résultat en Masters 1000 cette saison. Le Bulgare parviendra en finale du tournoi quelques jours après sa victoire.

### 2024:3efoisfinaliste à l'Open d'Australie et seconde demi-finale à Wimbledon
Il commence sa saison par le premier Grand Chelem de l'année, l'Open d'Australie. Mené un set à zéro par le surprenant Français qualifié Terence Atmane, il renverse le cours du match puis profite de l'abandon de son adversaire (5-7, 6-2, 6-4, 1-0 ab.). Il n'est pas loin d'être éliminé au second tour par le Finlandais Emil Ruusuvuori qui mène deux sets à zéro (3-6, 61-7, 6-4, 7-61, 6-0) puis écarte le Canadien Félix Auger-Aliassime qu'il avait battu ici-même il y a deux ans (6-3, 6-4, 6-3) pour parvenir jusqu'en huitièmes de finale du tournoi. Il affronte à ce stade le novice Portugais Nuno Borges contre qui il perd un set (6-3, 7-64, 5-7, 6-1) puis sort le Polonais Hubert Hurkacz, neuvième joueur mondial en quarts de finale en cinq manches (7-64, 2-6, 6-3, 5-7, 6-4). Opposé à l'Allemand numéro six mondial Alexander Zverev, il parvient pour la quatrième fois consécutive à renverser un match où il était mené deux sets à zéro et prive l'Allemand d'une seconde finale en Grand Chelem (5-7, 3-6, 7-64, 7-65, 6-3). Il rejoint alors sa sixième finale en majeur, la troisième en quatre ans à Melbourne. Il joue l'Italien Jannik Sinner, tombeur en demi-finale de la légende Novak Djokovic, dix fois vainqueur du tournoi qui dispute alors sa première finale en Grand Chelem et bien que menant deux set à zéro, il s'incline au terme de son quatrième match en cinq manches de la quinzaine (6-3, 6-3, 4-6, 4-6, 3-6), laissant son adversaire remporter son premier Grand Chelem en carrière. Le Russe perd lui une sixième finale et devient le premier joueur à perdre deux finales de Grand Chelem après avoir mené deux sets à zéro.
En février, Medvedev décide de recruter Gilles Simon dans son encadrement technique. Le Français doit notamment l'accompagner sur des tournois où son entraîneur principal, Gilles Cervara, est absent. Ereinté par son parcours à l'Open d'Australie, il rejoue à Dubaï alors qu'il est tenant du titre et élimine le Kazakh Alexander Shevchenko (6-3, 7-5), se fait une petite frayeur contre l'Italien Lorenzo Sonego au deuxième tour en perdant la première manche (3-6, 6-3, 6-3) puis ne laisse que cinq jeux à l'Espagnol Alejandro Davidovich Fokina (6-2, 6-3). Il joue en demi-finale le Français Ugo Humbert qui le sort au terme d'un match maîtrisé (5-7, 3-6).
Tête de série numéro quatre, il bat à Indian Wells l'Espagnol Roberto Carballés Baena (6-2, 6-3) et difficilement l'Américain Sebastian Korda (6-4, 5-7, 6-3) avant de dominer le Bulgare Grigor Dimitrov (6-4, 6-4) et le jeune Danois Holger Rune, septième joueur mondial au cours d'un match tendu (6-4, 7-5). Il renverse en demi-finale un autre Américain, Tommy Paul (1-6, 7-63, 6-2) pour disputer une nouvelle finale à Indian Wells. Comme l'année passée, il rencontre le jeune Espagnol Carlos Alcaraz et s'incline de nouveau (65-7, 1-6). Il enchaîne avec la défense de son titre à Miami où il effectue un parcours sans faute jusqu'en demi-finale avec plusieurs victoires sur Márton Fucsovics (6-4, 6-2), le Britannique Cameron Norrie (7-5, 6-1), l'Allemand Dominik Köpfer (7-65, 6-0) et la surprise Nicolás Jarry en quarts de finale (6-2, 7-67). Confronté de nouveau à Jannik Sinner qu'il avait battu l'année passée en finale, il subit une des défaites les plus sèches de sa carrière (1-6, 2-6) et perd son cinquième duel sur les cinq dernières confrontations avec l'Italien alors qu'il avait remporté les six précédentes. 
Pour le début de la saison sur terre battue au Masters de Monte-Carlo, il joue contre le vétéran Gaël Monfils qu'il bat logiquement (6-4, 6-2) puis s'incline contre son compatriote Karen Khachanov, ancien demi-finaliste à Roland-Garros (3-6, 5-7). Il enchaîne au Masters de Madrid où il sort difficilement l'Italien Matteo Arnaldi (2-6, 6-4, 6-4) et l'Américain Sebastian Korda (5-7, 7-64, 6-3) qui était à deux points du match ainsi que le fantasque Alexander Bublik (7-63, 6-4). Il parvient ainsi à disputer son premier quart de finale à Madrid, dernier Masters 1000 dans lequel il n'avait jamais atteint ce niveau. Blessé à la cuisse, il est néanmoins contraint à l'abandon face au jeune Tchèque Jiří Lehečka (4-6, ab.).
Il rejoue et défend son titre à Rome. Il bat le Britannique Jack Draper (7-5, 6-4), puis souffre contre le jeune Serbe qualifié Hamad Medjedović qui joue le tournoi pour la première fois de sa carrière (7-65, 2-6, 7-5). Il est battu par l'Américain Tommy Paul dès les huitièmes de finale (1-6, 4-6). Il confirme son manque d'aisance sur cette surface en étant éliminé en huitièmes de finale à Roland-Garros, après avoir remporté ses premiers tours contre l'Allemand Dominik Köpfer (6-3, 6-4, 5-7, 6-3) et le Tchèque Tomáš Macháč (7-64, 7-5, 1-6, 6-4) et profité de l'abandon du Serbe Miomir Kecmanović (6-1, 5-0 ab.). Il tombe contre l'Australien Alex de Minaur (6-4, 2-6, 1-6, 3-6) qui parvient ainsi pour la première fois en quart de finale du tournoi parisien. Pour le début de la saison sur herbe, il ne passe qu'un tour à Halle contre Nuno Borges (7-64, 6-4), s'inclinant contre le Chinois Zhang Zhizhen en trois manches serrées (3-6, 6-2, 65-7).
Il joue le tournoi de Wimbledon début juillet et élimine facilement l'Américain Aleksandar Kovacevic (6-3, 6-4, 6-2) puis connaît plus de difficultés contre le surprenant Français Alexandre Müller (63-7, 7-64, 6-4, 7-5) qui obtient plusieurs balles de deux sets à zéro. Il élimine ensuite le solide Jan-Lennard Struff (6-1, 6-3, 4-6, 7-63) et profite de l'abandon du Bulgare Grigor Dimitrov (5-3 ab.) en huitièmes pour affronter le numéro un Jannik Sinner. Il livre un gros match et remporte son premier duel sur les six dernières confrontations contre l'Italien, récent demi-finaliste à Roland Garros (67-7, 6-4, 7-64, 2-6, 6-3) pour jouer sa deuxième demi-finale au Temple. Comme l'année passée, il rencontre l'Espagnol Carlos Alcaraz, cette année, titré Porte d'Auteuil et comme la saison passée, il s'incline (7-61, 3-6, 4-6, 4-6). Il reprend le circuit à l'occasion de l'Open du Canada mais déçoit en s'inclinant dès le premier tour contre l'Espagnol Alejandro Davidovich Fokina (4-6, 6-1, 2-6), demi-finaliste l'année passée ainsi qu'à Cincinnati face au jeune Jiří Lehečka qui le sort de nouveau (62-7, 4-6).
Sans certitudes à l'US Open, il lâche une manche contre le Serbe Dušan Lajović (6-3, 3-6, 6-3, 6-1) au premier tour mais se révèle très solide ensuite face au Hongrois Fábián Marozsán (6-3, 6-2, 7-65), à l'Italien Flavio Cobolli (6-3, 6-4, 6-3) qui joue pour la première fois le tournoi et au Portugais Nuno Borges (6-0, 6-1, 6-3) qu'il avait déjà éliminé à ce stade à l'Open d'Australie. Arrivé en quart de finale, il est confronté à un défi de taille : battre le numéro un Jannik Sinner. Malgré un deuxième set de qualité, le Russe laisse passer l'occasion de remporter le match (2-6, 6-1, 1-6, 4-6), échouant en quart de finale. Il commence la tournée asiatique par le tournoi de Pékin où il était finaliste l'année passée et écarte facilement les vétérans Français Gaël Monfils (6-3, 6-4) et Adrian Mannarino (7-66, 6-2) ainsi que l'Italien Flavio Cobolli (6-2, 6-4) pour jouer le numéro trois Carlos Alcaraz en demi-finale. Il s'incline pour la troisième fois de la saison en autant de confrontations contre l'Espagnol (5-7, 3-6).
A Shanghaï, le Russe sort en deux manches serrées le Brésilien Thiago Seyboth Wild (7-5, 7-5) qui joue pour la première fois le tournoi et renverse l'Italien Matteo Arnaldi (5-7, 6-4, 6-4). Il écarte sans sourciller Stéfanos Tsitsipás (7-63, 6-3), tête de série numéro dix mais voit Jannik Sinner, récemment auréolé à l'US Open le sortir une nouvelle fois du tournoi (1-6, 4-6). Pour la troisième saison consécutive, il s'incline d'entrée au Masters de Paris-Bercy, contre l'Australien Alexei Popyrin, titré à l'Open du Canada quelques mois plus tôt (4-6, 6-2, 64-7).

### 2025. Finale à Halle et demi-finale à Indian Wells
Il atterrit à l'Open d'Australie quelques jours après la naissance de son enfant. Son tournoi est compliqué, il est d'abord mené deux sets à un par le 418e et invité Thaïlandais Kasidit Samrej (6-2, 4-6, 3-6, 6-1, 6-2) avant d'être surpris par un autre joueur en dehors du Top 100, le jeune Learner Tien (3-6, 64-7, 7-68, 6-1, 67-7) qui vient de remporter son premier match en Majeur, malgré une balle de match sauvé dans le troisième set. Cette défaite est la plus précoce pour le Russe en Grand Chelem depuis près de cinq ans. Il s'envole pour les Pays-Bas et confirme son début de saison difficile avec une victoire en trois manches sur le vétéran Stanislas Wawrinka (68-7, 6-4, 6-1), invité, puis une défaite contre le qualifié Italien Mattia Bellucci (3-6, 7-66, 3-6), 92e joueur mondial à Rotterdam. Ancien vainqueur à Marseille, il revient dans la ville phocéenne pour éliminer le qualifié local Pierre-Hugues Herbert (6-2, 6-4) et l'Allemand Jan-Lennard Struff (6-3, 6-2) mais cède en deux petites manches contre le jeune Serbe Hamad Medjedović (3-6, 2-6) qui dispose alors de son premier Top 10 en carrière en demi-finale du tournoi.
Tentant de reprendre de la confiance à Doha, il renverse d'entrée le tenant du titre, son compatriote Karen Khachanov (4-6, 7-5, 6-3) avant d'écraser le Belge Zizou Bergs (6-2, 6-1), auteur de sa première finale en carrière en début de saison à Auckland. Mené une manche à zéro contre l'ancien Top 10 Félix Auger-Aliassime, il abandonne en quarts de finale (3-6, ab.) contre le Canadien. Il s'incline également en quarts de finale à Dubaï après avoir maitrisé pour la seconde fois de la saison Jan-Lennard Struff (6-4, 7-64) et le jeune Français Giovanni Mpetshi Perricard (6-4, 6-4) mais est renversé malgré quatre balles de matchs par le Néerlandais Tallon Griekspoor (6-2, 67-7, 5-7) qui obtient sa plus belle victoire en terme de classement en sortant le numéro six mondial. Parti à Indian Wells en mars, tournoi dont il est double finaliste, il montre de belles performances sur ses premiers tours, ne perdant pas de temps contre le Chinois Bu Yunchaokete qui dispute pour la première fois le tournoi (6-2, 6-2) et le jeune Alex Michelsen qui atteint le troisième tour d'un Masters 1000 pour la première fois de sa carrière mais abandonne après deux petits jeux (2-0 ab.). Il ne cède que quatre jeux contre le local Tommy Paul (6-4, 6-0) qu'il avait sorti l'année passée en demi-finale pour rallier les quarts. Confronté au jeune novice Français Arthur Fils, il passe à deux points de perdre le match mais l'emporte (6-4, 2-6, 7-67), parvenant pour la première fois depuis près d'un an dans le dernier carré d'un Masters 1000. Il est sorti à ce stade par un autre jeune, le Danois Holger Rune (5-7, 4-6) qui accède alors à sa quatrième finale en Masters 1000. Il retombe néanmoins dans ses travers à Miami, écarté pour la première fois depuis sept ans dès le deuxième tour, par l'Espagnol Jaume Munar qui bat son premier Top 10 depuis trois ans (2-6, 3-6). 
Il effectue dans les trois Masters 1000 sur ocre les mêmes performances que la saison passée. Il est éliminé en huitièmes à Monte-Carlo, s'imposant difficilement contre le Français Alexandre Müller, finaliste à Rio en février (7-66, 5-7, 6-2) et ne remportant que quatre jeux face à l'Australien Alex de Minaur (2-6, 2-6) et il joue les quarts de finale à Madrid, profitant d'un tableau ouvert, sortant le qualifié Juan Manuel Cerúndolo qui joue pour la première fois le tournoi (6-2, 6-2) et l'Américain Brandon Nakashima qui vient de remporter ses premiers matchs sur terre en Masters 1000 (3-6, 6-4, 6-1) après avoir profité du forfait du Serbe Laslo Djere. Il joue et perd de nouveau en quarts contre l'ancien double finaliste de Roland-Garros, Casper Ruud (3-6, 5-7). Il termine sa préparation pour Roland-Garros à Rome, sortant le repêché ancien Top 10 Cameron Norrie (6-4, 6-2) et l'Australien Alexei Popyrin (6-4, 6-1) avant de tomber sur le local Lorenzo Musetti, récent finaliste à Monte-Carlo et demi-finaliste à Madrid dans un match interrompu par la pluie (5-7, 4-6).
Il s'incline au premier tour de Roland-Garros face à Cameron Norrie, en cinq sets (7-5, 6-3, 4-6, 1-6, 7-5) puis s'envole au Pays-Bas et écarte le spécialiste de gazon Adrian Mannarino à Bois-le-Duc (7-66, 6-4) avant de perdre les deux tie-breaks qu'il dispute contre le géant Américain Reilly Opelka. Le Russe est à l'issue du tournoi éjecté du Top 10. Il rebondit à Halle, y jouant une deuxième finale en carrière, la première sur gazon depuis trois ans après avoir disposé de l'invité Daniel Altmaier (6-3, 6-3), du Français Quentin Halys (6-2, 7-5) du jeune Américain Alex Michelsen (6-4, 6-3) et surtout du local numéro trois mondial Alexander Zverev (7-63, 61-7, 6-4), sa première victoire contre un Top 10 cette année. Opposé à Alexander Bublik, titrée il y a deux ans, récent quart de finaliste à Roland-Garros et tombeur du numéro un Jannik Sinner plus tôt dans le tournoi, il s'incline en finale (3-6, 64-7). Il est éjecté des dix premiers mondiaux  à l'issue du tournoi de Wimbledon où il est éliminé d'entrée par le Français Benjamin Bonzi qui bat son premier Top 10 sur gazon en carrière (62-7, 6-3, 63-7, 2-6). Il s'envole fin juillet aux Etats-Unis disputer le tournoi de Washington et renverse le géant Reilly Opelka (3-6, 7-5, 6-1), écarte facilement le qualifié Wu Yibing (6-3, 6-2) mais est surpris par le fantasque Corentin Moutet (6-1, 4-6, 4-6), lucky-loser et permet au Français de jouer sa première demi-finale en ATP 500. Il bat à Toronto le repêché Dalibor Svrčina (7-63, 6-4) mais échoue contre le tenant du titre Alexei Popyrin (7-5, 4-6, 4-6) puis perd d'entrée à Cincinnati contre un Australien comme l'année passée, Adam Walton (7-60, 4-6, 1-6).

## Records et performances
(août 2022).
- Si vous ne connaissez pas le sujet, laissez ce bandeau (vous pouvez alors contacter les auteurs).
- Si vous supprimez le contenu mis en cause (vous pouvez préalablement contacter les auteurs),

argumentez précisément cette suppression dans la page de discussion
(un manque de référence n'est pas un argument ; une recherche réelle de référence doit avoir été effectuée, être formellement documentée).

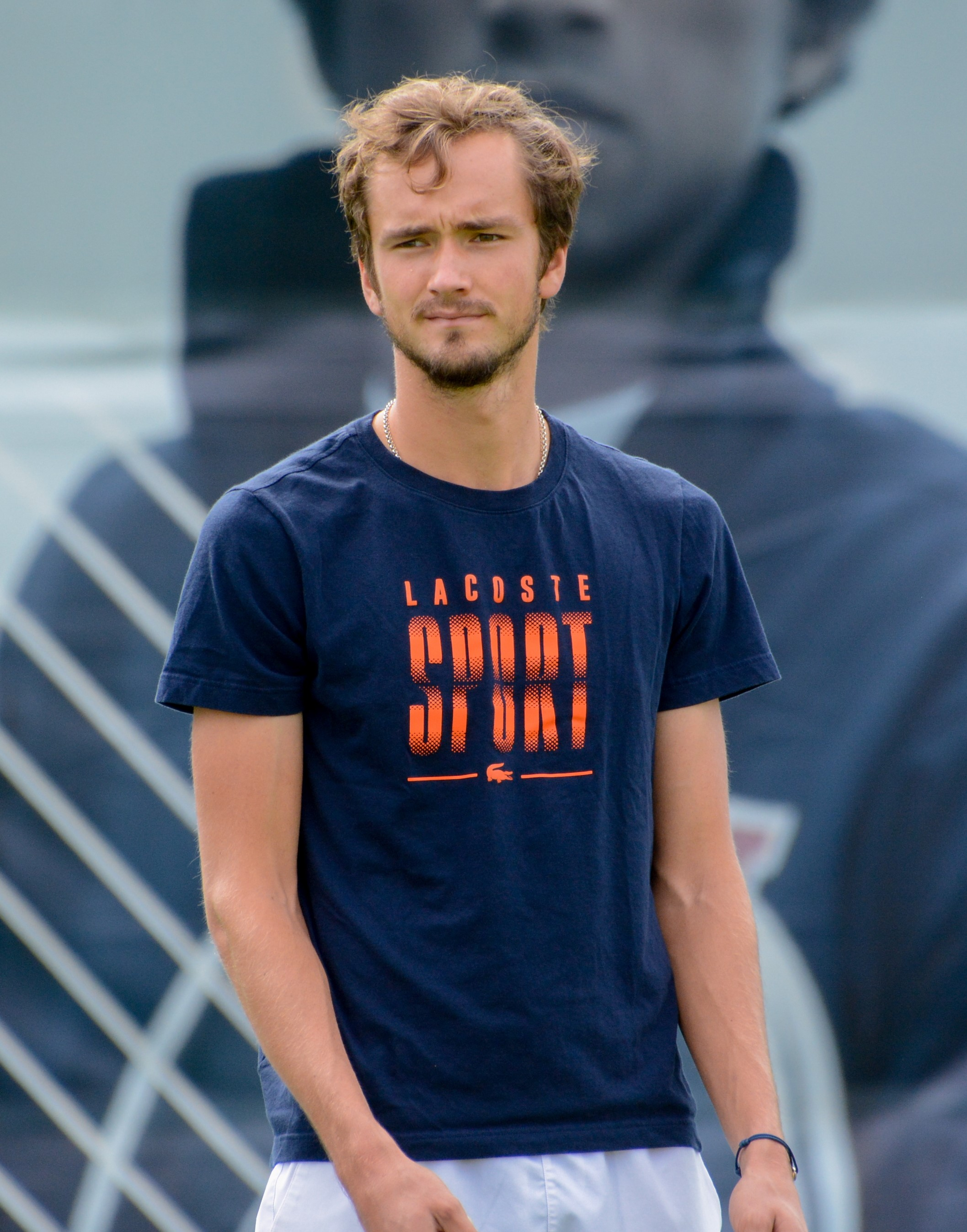
Daniil Medvedev à l'entraînement.

Daniil Medvedev a, en très peu de temps et dès son entrée au haut niveau, établi des records dans l’histoire du tennis, selon les statistiques et archives du site officiel de l'ATP.

### Des statistiques impressionnantes sur surface dure
Avec 163 victoires (plus 10 en qualifications) pendant les quatre années séparant son premier titre (Tournoi de Sydney 2018) de son premier titre du Grand Chelem (US Open 2021), Daniil Medvedev est un des meilleurs joueur sur surface dur du circuit ATP. L'année de son ascension au haut niveau, Medvedev remporte en effet pas moins de 48 duels sur cette surface dans les tournois principaux de l'ATP Tour et de la Fédération internationale de tennis (ITF), soit 21 de plus que son poursuivant, l'Argentin Juan Martín del Potro.
Au bout des quatre ans qui le voient accéder au sacre d'un Grand Chelem, Medvedev est sorti victorieux de 173 rencontres disputées sur surfaces dures dans les tournois principaux de l'ATP et de l'ITF, soit 15 de plus que l'Américain Andy Roddick, second au palmarès. Ce morceau de bravoure est d'autant plus marquant que la saison ATP 2020 fut raccourcie de moitié, voyant l'annulation de plusieurs compétitions sur dur dans le calendrier officiel.
Sur ces quatre années de révélation, Medvedev a gagné 8 titres importants sur dur. C'est plus que chaque autre joueur du circuit sur la même période.

### Records
- Daniil Medvedev est le premier joueur de l'histoire à vaincre le numéro 1 mondial pour remporter son premier tournoi du Grand Chelem, son premier Masters et son premier Masters 1000 (ou équivalent). Il signe cette performance en trois ans, entre 2019 et 2021.

Ainsi, il fait mieux qu'Ivan Lendl, joueur le plus proche de son exploit. Ce dernier n'a battu « que » le numéro 2, Björn Borg, pour gagner l'équivalent de son premier Masters 1000 (Canada Open en 1980), qui plus est sur abandon et alors qu'il était mené au score[réf. nécessaire].
- Il est le premier joueur de l'histoire à battre les numéros 1, 2 et 3 mondiaux au classement officiel dans un même tournoi majeur (doté de plus de 1000 points ATP). Record enregistré au Masters en 2020.
- Il est le premier joueur de l'histoire à battre le top 3 pour gagner son premier titre majeur.
- Il est le seul joueur de l'ère Open à avoir battu un prétendant au Grand Chelem calendaire en finale. Il est le troisième de l'histoire après Fred Perry en 1933 et Ken Rosewall en 1956.

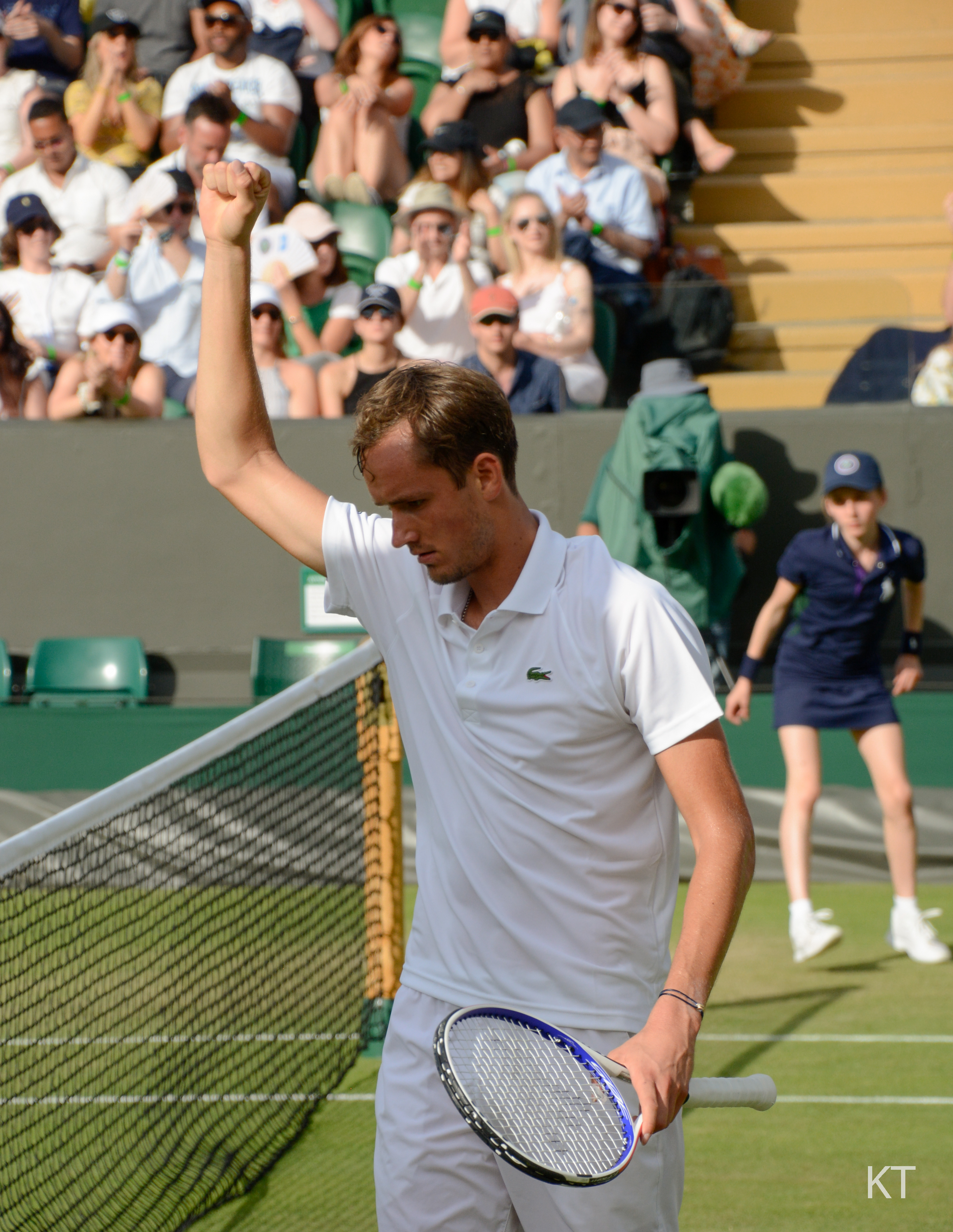
Daniil Medvedev à Wimbledon, 2019

- Au XXIe siècle, il est le seul joueur avec Novak Djokovic à battre le numéro 1 mondial pour gagner un titre dans chaque catégorie des tournois importants de l'ATP (Masters 1000, Masters et Grand Chelem). Medvedev l'a accompli à Cincinnati en 2019, au Masters en 2020 et à l'US Open en 2021. Il détient donc l'unique record de rapidité pour cet exploit : trois ans au lieu de six pour Djokovic (2008-2013).
- Il est l'un des trois seuls joueurs de l'ère Open avec Ivan Lendl (1982) et André Agassi (1995) à avoir enchaîné les quatre grandes finales américaines de Washington, du Canada, de Cincinnati et de l'US Open durant la même saison. Record enregistré en 2019.
- Il est le sixième joueur de l'histoire à battre un numéro 1 mondial en finale pour gagner son premier titre du Grand Chelem. Il succède à Manuel Orantes, Ivan Lendl, Pat Cash, Juan Martin del Potro et Stanislas Wawrinka.
- Il est l'un des trois seuls joueurs de l'ère Open à avoir battu un numéro 1 mondial en 3 sets en finale de l'US Open. Il côtoie Manuel Orantes (1975) et Ivan Lendl (1985). Depuis que l'US Open se joue sur surface dure (1978), il est le seul à ne pas avoir eu besoin d'aller jusqu'au tie-break pour vaincre le numéro 1 en trois manches. Record en 2021.
- Il est le sixième joueur de l'ère Open à remporter l'US Open en ne concédant qu'un seul set sur son parcours, après Jimmy Connors (1976), Guillermo Vilas (1977), John McEnroe (1979), Ivan Lendl (1985, 1986, 1987) et Rafael Nadal (2010). Record en 2021.

#### Classement ATP

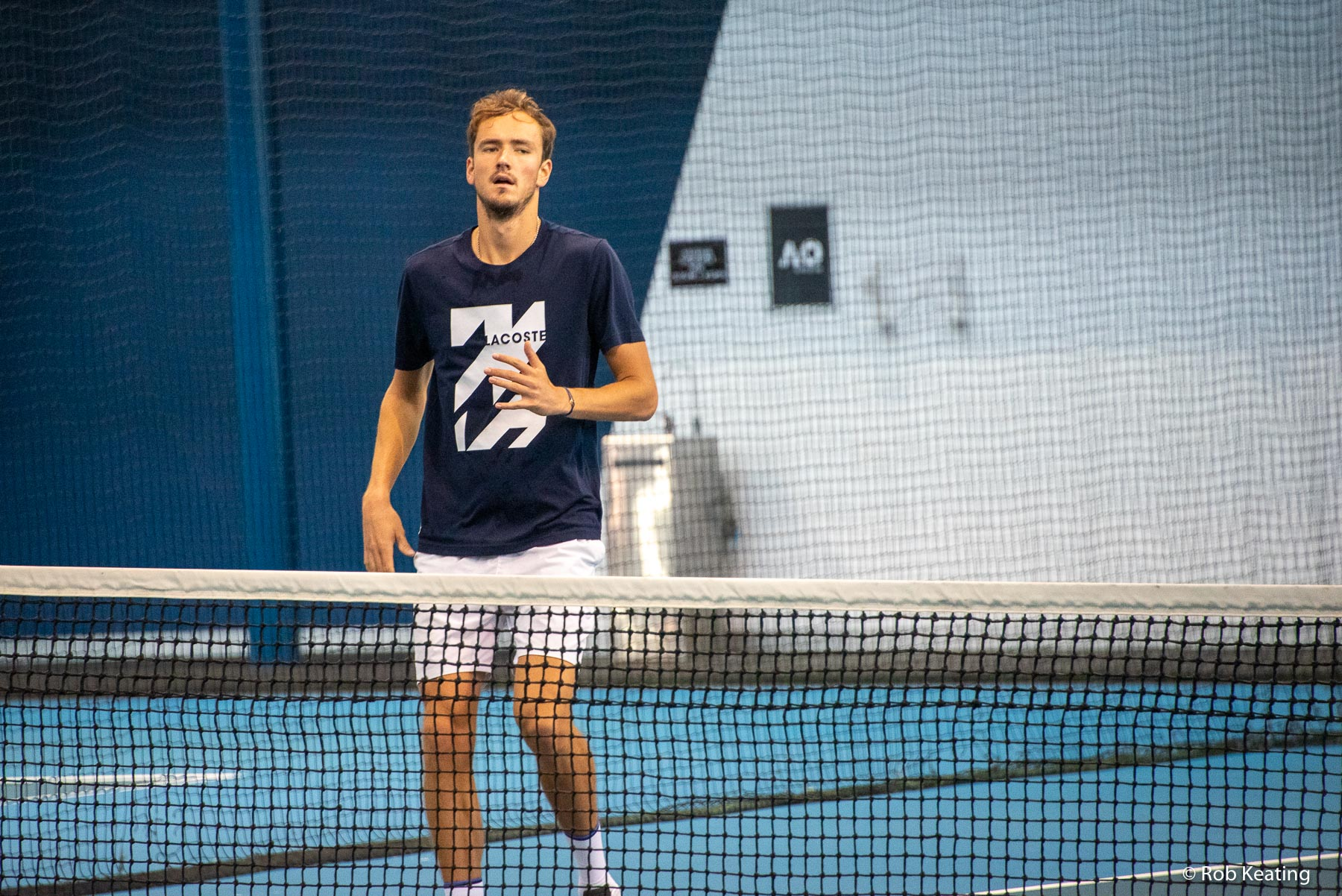
Daniil Medvedev s'entraînant.

- Le 15 mars 2021, Medvedev devient numéro 2 mondial et met fin à seize ans de monopole du Big Four sur la deuxième place du classement ATP, soit depuis Lleyton Hewitt en 2005.

- Le 28 février 2022, Medvedev devient numéro 1 mondial et met fin à dix-huit ans de monopole du Big Four sur la première place du classement ATP, soit depuis Andy Roddick en 2004.

## Palmarès

### Titres en simple
| 20 titres en simple | 1 G. Chelem | 1 G. Chelem | 1 G. Chelem | 1 G. Chelem | 1 Masters  | 1 Masters  | 1 Masters   | 1 Masters   | 6 Masters 1000 | 6 Masters 1000 | 6 Masters 1000 | 6 Masters 1000 | 4 ATP 500          | 4 ATP 500          | 4 ATP 500          | 4 ATP 500          | 8 ATP 250          | 8 ATP 250          | 8 ATP 250      | 8 ATP 250      | 0 JO           | 0 JO           | 0 JO           | 0 JO           |
| 20 titres en simple | 18 sur dur  | 18 sur dur  | 18 sur dur  | 18 sur dur  | 18 sur dur | 18 sur dur | 1 sur gazon | 1 sur gazon | 1 sur gazon    | 1 sur gazon    | 1 sur gazon    | 1 sur gazon    | 1 sur terre battue | 1 sur terre battue | 1 sur terre battue | 1 sur terre battue | 1 sur terre battue | 1 sur terre battue | 0 sur moquette | 0 sur moquette | 0 sur moquette | 0 sur moquette | 0 sur moquette | 0 sur moquette |

| No | Date       | Nom et lieu du tournoi                          | Catégorie    | Dotation     | Surface      | Finaliste             | Score          |          |
| -- | ---------- | ----------------------------------------------- | ------------ | ------------ | ------------ | --------------------- | -------------- | -------- |
| 1  | 07-01-2018 | Sydney International, Sydney                    | ATP 250      | 468 910 $    | Dur (ext.)   | Alex de Minaur        | 1-6, 6-4, 7-5  | Parcours |
| 2  | 19-08-2018 | Winston-Salem Open, Winston-Salem               | ATP 250      | 691 415 $    | Dur (ext.)   | Steve Johnson         | 6-4, 6-4       | Parcours |
| 3  | 01-10-2018 | Rakuten Japan Open Tennis Championships, Tokyo  | ATP 500      | 1 781 930 $  | Dur (int.)   | Kei Nishikori         | 6-2, 6-4       | Parcours |
| 4  | 04-02-2019 | Sofia Open, Sofia                               | ATP 250      | 524 340 €    | Dur (int.)   | Márton Fucsovics      | 6-4, 6-3       | Parcours |
| 5  | 12-08-2019 | Western & Southern Open, Cincinnati             | Masters 1000 | 6 056 280 $  | Dur (ext.)   | David Goffin          | 7-63, 6-4      | Parcours |
| 6  | 16-09-2019 | St. Petersburg Open, Saint-Pétersbourg          | ATP 250      | 1 180 000 $  | Dur (int.)   | Borna Ćorić           | 6-3, 6-1       | Parcours |
| 7  | 07-10-2019 | Rolex Shanghai Masters, Shanghai                | Masters 1000 | 7 473 620 $  | Dur (ext.)   | Alexander Zverev      | 6-4, 6-1       | Parcours |
| 8  | 02-11-2020 | Rolex Paris Masters, Paris                      | Masters 1000 | 3 343 725 €  | Dur (int.)   | Alexander Zverev      | 5-7, 6-4, 6-1  | Parcours |
| 9  | 15-11-2020 | Nitto ATP Finals, Londres                       | Masters      | 5 700 000 $  | Dur (int.)   | Dominic Thiem         | 4-6, 7-62, 6-4 | Parcours |
| 10 | 08-03-2021 | Open 13 Provence, Marseille                     | ATP 250      | 534 790 €    | Dur (int.)   | Pierre-Hugues Herbert | 6-4, 64-7, 6-4 | Parcours |
| 11 | 20-06-2021 | Mallorca Championships, Majorque                | ATP 250      | 720 000 €    | Gazon (ext.) | Sam Querrey           | 6-4, 6-2       | Parcours |
| 12 | 09-08-2021 | National Bank Open presented by Rogers, Toronto | Masters 1000 | 2 850 975 $  | Dur (ext.)   | Reilly Opelka         | 6-4, 6-3       | Parcours |
| 13 | 28-08-2021 | US Open, Flushing Meadows                       | G. Chelem    | 57 500 000 $ | Dur (ext.)   | Novak Djokovic        | 6-4, 6-4, 6-4  | Parcours |
| 14 | 01-08-2022 | Abierto de Tenis Mifel, Cabo San Lucas          | ATP 250      | 822 110 $    | Dur (ext.)   | Cameron Norrie        | 7-5, 6-0       | Parcours |
| 15 | 24-10-2022 | Erste Bank Open, Vienne                         | ATP 500      | 2 349 180 €  | Dur (int.)   | Denis Shapovalov      | 4-6, 6-3, 6-2  | Parcours |
| 16 | 13-02-2023 | ABN AMRO Open, Rotterdam                        | ATP 500      | 2 074 505 €  | Dur (int.)   | Jannik Sinner         | 5-7, 6-2, 6-2  | Parcours |
| 17 | 20-02-2023 | Qatar ExxonMobil Open, Doha                     | ATP 250      | 1 377 025 $  | Dur (ext.)   | Andy Murray           | 6-4, 6-4       | Parcours |
| 18 | 27-02-2023 | Dubai Duty Free Tennis Championships, Dubaï     | ATP 500      | 2 855 495 $  | Dur (ext.)   | Andrey Rublev         | 6-2, 6-2       | Parcours |
| 19 | 22-03-2023 | Miami Open presented by Itaú, Miami             | Masters 1000 | 8 800 000 $  | Dur (ext.)   | Jannik Sinner         | 7-5, 6-3       | Parcours |
| 20 | 10-05-2023 | Internazionali BNL d'Italia, Rome               | Masters 1000 | 7 705 780 €  | Terre (ext.) | Holger Rune           | 7-5, 7-5       | Parcours |

### Finales en simple
| No | Date       | Nom et lieu du tournoi                  | Catégorie    | Dotation       | Surface      | Vainqueur             | Score                    |          |
| -- | ---------- | --------------------------------------- | ------------ | -------------- | ------------ | --------------------- | ------------------------ | -------- |
| 1  | 02-01-2017 | Aircel Chennai Open, Chennai            | ATP 250      | 447 480 $      | Dur (ext.)   | Roberto Bautista-Agut | 6-3, 6-4                 | Parcours |
| 2  | 31-12-2018 | Brisbane International, Brisbane        | ATP 250      | 527 880 $      | Dur (ext.)   | Kei Nishikori         | 6-4, 3-6, 6-2            | Parcours |
| 3  | 22-04-2019 | Barcelona Open Banc Sabadell, Barcelone | ATP 500      | 2 609 135 €    | Terre (ext.) | Dominic Thiem         | 6-4, 6-0                 | Parcours |
| 4  | 29-07-2019 | Citi Open, Washington                   | ATP 500      | 1 895 290 $    | Dur (ext.)   | Nick Kyrgios          | 7-66, 7-64               | Parcours |
| 5  | 05-08-2019 | Coupe Rogers, Montréal                  | Masters 1000 | 5 701 945 $    | Dur (ext.)   | Rafael Nadal          | 6-3, 6-0                 | Parcours |
| 6  | 26-08-2019 | US Open, Flushing Meadows               | G. Chelem    | 28 619 350 $   | Dur (ext.)   | Rafael Nadal          | 7-5, 6-3, 5-7, 4-6, 6-4  | Parcours |
| 7  | 08-02-2021 | Australian Open, Melbourne              | G. Chelem    | 32 790 000 AU$ | Dur (ext.)   | Novak Djokovic        | 7-5, 6-2, 6-2            | Parcours |
| 8  | 01-11-2021 | Rolex Paris Masters, Paris              | Masters 1000 | 2 603 700 €    | Dur (int.)   | Novak Djokovic        | 4-6, 6-3, 6-3            | Parcours |
| 9  | 14-11-2021 | Nitto ATP Finals, Turin                 | Masters      | 7 250 000 $    | Dur (int.)   | Alexander Zverev      | 6-4, 6-4                 | Parcours |
| 10 | 17-01-2022 | Australian Open, Melbourne              | G. Chelem    | 33 784 200 AU$ | Dur (ext.)   | Rafael Nadal          | 2-6, 65-7, 6-4, 6-4, 7-5 | Parcours |
| 11 | 06-06-2022 | Libéma Open, Bois-le-Duc                | ATP 250      | 648 130 €      | Gazon (ext.) | Tim van Rijthoven     | 6-4, 6-1                 | Parcours |
| 12 | 13-06-2022 | Terra Wortmann Open, Halle              | ATP 500      | 2 134 520 €    | Gazon (ext.) | Hubert Hurkacz        | 6-1, 6-4                 | Parcours |
| 13 | 06-03-2023 | BNP Paribas Open, Indian Wells          | Masters 1000 | 8 800 000 $    | Dur (ext.)   | Carlos Alcaraz        | 6-3, 6-2                 | Parcours |
| 14 | 28-08-2023 | US Open, Flushing Meadows               | G. Chelem    | 29 148 800 $   | Dur (ext.)   | Novak Djokovic        | 6-3, 7-65, 6-3           | Parcours |
| 15 | 28-09-2023 | China Open, Pékin                       | ATP 500      | 3 633 875 $    | Dur (ext.)   | Jannik Sinner         | 7-62, 7-62               | Parcours |
| 16 | 23-10-2023 | Erste Bank Open, Vienne                 | ATP 500      | 2 409 835 €    | Dur (int.)   | Jannik Sinner         | 7-67, 4-6, 6-3           | Parcours |
| 17 | 14-01-2024 | Australian Open, Melbourne              | G. Chelem    | 38 923 200 AU$ | Dur (ext.)   | Jannik Sinner         | 3-6, 3-6, 6-4, 6-4, 6-3  | Parcours |
| 18 | 06-03-2024 | BNP Paribas Open, Indian Wells          | Masters 1000 | 9 495 555 $    | Dur (ext.)   | Carlos Alcaraz        | 7-65, 6-1                | Parcours |
| 19 | 16-06-2025 | Terra Wortmann Open, Halle              | ATP 500      | 2 522 220 €    | Gazon (ext.) | Alexander Bublik      | 6-3, 7-64                | Parcours |

## Parcours dans les tournois duGrand Chelem

### Victoire (1)
| Année | Tournoi | Adversaire en finale | Score         |
| 2021  | US Open | Novak Djokovic       | 6-4, 6-4, 6-4 |

### Finales (5)
| Année | Tournoi              | Adversaire en finale | Score                    |
| 2019  | US Open              | Rafael Nadal         | 5-7, 3-6, 7-5, 6-4, 4-6  |
| 2021  | Open d'Australie     | Novak Djokovic       | 5-7, 2-6, 2-6            |
| 2022  | Open d'Australie (2) | Rafael Nadal         | 6-2, 7-65, 4-6, 4-6, 5-7 |
| 2023  | US Open (2)          | Novak Djokovic       | 3-6, 65-7, 3-6           |
| 2024  | Open d'Australie (3) | Jannik Sinner        | 6-3, 6-3, 4-6, 4-6, 3-6  |

### En simple
| Année | Open d'Australie | Open d'Australie   | Internationaux de France | Internationaux de France | Wimbledon       | Wimbledon        | US Open         | US Open          |
| ----- | ---------------- | ------------------ | ------------------------ | ------------------------ | --------------- | ---------------- | --------------- | ---------------- |
| 2017  | 1er tour (1/64)  | Ernesto Escobedo   | 1er tour (1/64)          | Benjamin Bonzi           | 2e tour (1/32)  | Ruben Bemelmans  | 1er tour (1/64) | Denis Shapovalov |
| 2018  | 2e tour (1/32)   | Chung Hyeon        | 1er tour (1/64)          | Lucas Pouille            | 3e tour (1/16)  | Adrian Mannarino | 3e tour (1/16)  | Borna Ćorić      |
| 2019  | 1/8 de finale    | Novak Djokovic     | 1er tour (1/64)          | P.-H. Herbert            | 3e tour (1/16)  | David Goffin     | Finale          | Rafael Nadal     |
| 2020  | 1/8 de finale    | Stanislas Wawrinka | 1er tour (1/64)          | Márton Fucsovics         | Annulé          | Annulé           | 1/2 finale      | Dominic Thiem    |
| 2021  | Finale           | Novak Djokovic     | 1/4 de finale            | Stéfanos Tsitsipás       | 1/8 de finale   | Hubert Hurkacz   | Victoire        | Novak Djokovic   |
| 2022  | Finale           | Rafael Nadal       | 1/8 de finale            | Marin Čilić              | —               | —                | 1/8 de finale   | Nick Kyrgios     |
| 2023  | 3e tour (1/16)   | Sebastian Korda    | 1er tour (1/64)          | Thiago Seyboth Wild      | 1/2 finale      | Carlos Alcaraz   | Finale          | Novak Djokovic   |
| 2024  | Finale           | Jannik Sinner      | 1/8 de finale            | Alex de Minaur           | 1/2 finale      | Carlos Alcaraz   | 1/4 de finale   | Jannik Sinner    |
| 2025  | 2e tour (1/32)   | Learner Tien       | 1er tour (1/64)          | Cameron Norrie           | 1er tour (1/64) | Benjamin Bonzi   |                 |                  |

N.B. : à droite du résultat se trouve le nom de l'ultime adversaire.

### En double messieurs
| 2017 | — | — | 1er tour (1/32) J. Cerretani \|\| style="text-align:left;" \| J. S. Cabal R. Farah | — | — | 2e tour (1/16) M. Elgin \|\| style="text-align:left;" \| H. Kontinen John Peers |

N.B. : le nom du partenaire se trouve sous le résultat ; les noms des ultimes adversaires se trouvent à droite.

## Parcours auMasters
| Année | Lieu    | Résultat    | Tour                  | Adversaires                                                                  | Victoire / Défaite       | Scores                                                           |
| ----- | ------- | ----------- | --------------------- | ---------------------------------------------------------------------------- | ------------------------ | ---------------------------------------------------------------- |
| 2019  | Londres | Round Robin | RR                    | Stéfanos Tsitsipás Rafael Nadal Alexander Zverev                             | Défaite                  | 65-7, 4-6 7-63, 3-6, 64-7 4-6, 64-7                              |
| 2020  | Londres | Vainqueur   | RR Demi-finale Finale | Alexander Zverev Novak Djokovic Diego Schwartzman Rafael Nadal Dominic Thiem | Victoire                 | 6-3, 6-4 6-3, 6-3 3-6, 7-64, 6-3 4-6, 7-62, 6-4                  |
| 2021  | Turin   | Finale      | RR Demi-finale Finale | Hubert Hurkacz Alexander Zverev Jannik Sinner Casper Ruud Alexander Zverev   | Victoire Défaite         | 65-7, 6-3, 6-4 6-3, 63-7, 7-66 6-0, 65-7, 7-68 6-4, 6-2 4-6, 4-6 |
| 2022  | Turin   | Round Robin | RR                    | Andrey Rublev Stéfanos Tsitsipás Novak Djokovic                              | Défaite                  | 7-67, 3-6, 67-7 3-6, 7-611, 61-7 3-6, 7-65, 62-7                 |
| 2023  | Turin   | Demi-finale | RR Demi-finale        | Andrey Rublev Alexander Zverev Carlos Alcaraz Jannik Sinner                  | Victoire Défaite         | 6-4, 6-2 7-67, 6-4 4-6, 4-6 3-6, 7-64, 1-6                       |
| 2024  | Turin   | Round Robin | RR                    | Taylor Fritz Alex de Minaur Jannik Sinner                                    | Défaite Victoire Défaite | 4-6, 3-6 6-2, 6-4 3-6, 4-6                                       |

## Parcours dans lesMasters 1000
| Année | Indian Wells              | Miami                     | Monte-Carlo                | Madrid                    | Rome                     | Canada                     | Cincinnati                | Shanghai                | Paris                |
| ----- | ------------------------- | ------------------------- | -------------------------- | ------------------------- | ------------------------ | -------------------------- | ------------------------- | ----------------------- | -------------------- |
| 2017  | 1er tour M. Youzhny       | —                         | 1er tour F. López          | —                         | —                        | 1er tour A. Mannarino      | 1er tour F. Fognini       | 1er tour L. Pouille     | —                    |
| 2018  | 3e tour P. Carreño        | 2e tour A. Zverev         | 2e tour K. Nishikori       | 1er tour K. Edmund        | 1er tour R. Haase        | 1/8 de finale A. Zverev    | 1er tour B. Ćorić         | 2e tour R. Federer      | 2e tour B. Ćorić     |
| 2019  | 3e tour F. Krajinović     | 1/8 de finale R. Federer  | 1/2 finale D. Lajović      | 1er tour G. Pella         | 1er tour N. Kyrgios      | Finale R. Nadal            | Victoire D. Goffin        | Victoire A. Zverev      | 2e tour J. Chardy    |
| 2020  | n.o.                      | n.o.                      | n.o.                       | n.o.                      | —                        | n.o.                       | 1/4 de finale R. Bautista | n.o.                    | Victoire A. Zverev   |
| 2021  | 1/8 de finale G. Dimitrov | 1/4 de finale R. Bautista | —                          | 1/8 de finale C. Garín    | 2e tour A. Karatsev      | Victoire R. Opelka         | 1/2 finale A. Rublev      | n.o.                    | Finale N. Djokovic   |
| 2022  | 3e tour G. Monfils        | 1/4 de finale H. Hurkacz  | —                          | —                         | —                        | 2e tour N. Kyrgios         | 1/2 finale S. Tsitsipás   | n.o.                    | 2e tour A. de Minaur |
| 2023  | Finale C. Alcaraz         | Victoire J. Sinner        | 1/4 de finale H. Rune      | 1/8 de finale A. Karatsev | Victoire H. Rune         | 1/4 de finale A. de Minaur | 1/8 de finale A. Zverev   | 3e tour S. Korda        | 2e tour G. Dimitrov  |
| 2024  | Finale C. Alcaraz         | 1/2 finale J. Sinner      | 1/8 de finale K. Khachanov | 1/4 de finale J. Lehečka  | 1/8 de finale T. Paul    | 2e tour A. Davidovich      | 2e tour J. Lehečka        | 1/4 de finale J. Sinner | 2e tour A. Popyrin   |
| 2025  | 1/2 finale H. Rune        | 2e tour J. Munar          | 1/8 de finale A. de Minaur | 1/4 de finale C. Ruud     | 1/8 de finale L. Musetti | 3e tour A. Popyrin         | 2e tour A. Walton         |                         |                      |

N.B. : sous le résultat se trouve le nom de l’ultime adversaire.

## Parcours auxJeux olympiques

### En simple messieurs
| # | Date       | Nom de l'olympiade         | Surface             | Résultat      | Ultime adversaire     | Score     |          |
| - | ---------- | -------------------------- | ------------------- | ------------- | --------------------- | --------- | -------- |
| 1 | 24/07/2021 | Olympic Tennis Event Tokyo | Dur (ext.)          | 1/4 de finale | Pablo Carreño Busta   | 6-2, 7-65 | Parcours |
| 2 | 27/07/2024 | Olympic Tennis Event Paris | Terre battue (ext.) | 1/8 de finale | Félix Auger-Aliassime | 6-3, 7-65 | Parcours |

### En double messieurs
| # | Date       | Nom de l'olympiade         | Surface             | Résultat        | Partenaire      | Ultimes adversaires       | Score    |          |
| - | ---------- | -------------------------- | ------------------- | --------------- | --------------- | ------------------------- | -------- | -------- |
| 1 | 24/07/2021 | Olympic Tennis Event Tokyo | Dur (ext.)          | 1er tour (1/16) | Aslan Karatsev  | Lukáš Klein Filip Polášek | 7-5, 6-4 | Parcours |
| 2 | 27/07/2024 | Olympic Tennis Event Paris | Terre battue (ext.) | 1er tour (1/16) | Roman Safiullin | Kevin Krawietz Tim Pütz   | 6-4, 6-4 | Parcours |

### En double mixte
| # | Date       | Nom de l'olympiade         | Surface             | Résultat       | Partenaire     | Ultimes adversaires          | Score    |          |
| - | ---------- | -------------------------- | ------------------- | -------------- | -------------- | ---------------------------- | -------- | -------- |
| 1 | 27/07/2024 | Olympic Tennis Event Paris | Terre battue (ext.) | 1er tour (1/8) | Mirra Andreeva | Sara Errani Andrea Vavassori | 6-3, 6-2 | Parcours |

## Parcours enCoupe Davis
| #                                                                                    | Date          | Lieu     | Surface             | Gagnant(s)                     | Perdant(s)                          | Score                  |          |
|                                                                                      |               |          |                     |                                |                                     |                        |          |
| 2017 - 1er tour (groupe mondial) - Serbie - Russie 4 : 1                             |               |          |                     |                                |                                     |                        |          |
| 1                                                                                    | 03-05/02/2017 | Niš      | Dur (int.)          | Novak Djokovic                 | Daniil Medvedev                     | 3-6, 6-4, 6-1, 1-0 ab. | Parcours |
|                                                                                      |               |          |                     |                                |                                     |                        |          |
| 2017 - play-off (groupe mondial) - Hongrie - Russie 3 : 1                            |               |          |                     |                                |                                     |                        |          |
| 2                                                                                    | 15-17/09/2017 | Budapest | Terre battue (ext.) | Attila Balázs Márton Fucsovics | Konstantin Kravchuk Daniil Medvedev | 7-64, 6-4, 7-64        | Parcours |
|                                                                                      |               |          |                     |                                |                                     |                        |          |
| 2018 - 2e tour (zone Afrique/Europe groupe I) - Russie - Autriche 1 : 3              |               |          |                     |                                |                                     |                        |          |
| 3                                                                                    | 06-07/04/2018 | Moscou   | Dur (int.)          | Daniil Medvedev                | Sebastian Ofner                     | 6-1, 6-2               | Parcours |
|                                                                                      |               |          |                     |                                |                                     |                        |          |
| 2018 - 1er tour play-off (zone Afrique/Europe groupe I) - Russie - Biélorussie 3 : 2 |               |          |                     |                                |                                     |                        |          |
| 4                                                                                    | 14-15/09/2018 | Moscou   | Dur (int.)          | Ilya Ivashka                   | Daniil Medvedev                     | 7-62, 6-4              | Parcours |
| 4                                                                                    | 14-15/09/2018 | Moscou   | Dur (int.)          | Daniil Medvedev                | Egor Gerasimov                      | 7-64, 3-6, 6-3         | Parcours |
|                                                                                      |               |          |                     |                                |                                     |                        |          |
| 2019 - 1er tour (groupe mondial) - Suisse - Russie 1 : 3                             |               |          |                     |                                |                                     |                        |          |
| 5                                                                                    | 01-02/02/2019 | Bienne   | Dur (int.)          | Daniil Medvedev                | Henri Laaksonen                     | 7-68, 66-7, 6-2        | Parcours |
|                                                                                      |               |          |                     |                                |                                     |                        |          |
| 2020-2021 - Phase de poules (groupe mondial - Groupe A) - Russie - Équateur 3 : 0    |               |          |                     |                                |                                     |                        |          |
| 6                                                                                    | 27/11/2021    | Madrid   | Dur (int.)          | Daniil Medvedev                | Emilio Gómez                        | 6-0, 6-2               | Parcours |
|                                                                                      |               |          |                     |                                |                                     |                        |          |
| 2020-2021 - Phase de poules (groupe mondial - Groupe A) - Espagne - Russie 1 : 2     |               |          |                     |                                |                                     |                        |          |
| 7                                                                                    | 28/11/2021    | Madrid   | Dur (int.)          | Daniil Medvedev                | Pablo Carreño Busta                 | 6-2, 7-63              | Parcours |
|                                                                                      |               |          |                     |                                |                                     |                        |          |
| 2020-2021 - 1/4 de finale (groupe mondial) - Russie - Suède 2 : 0                    |               |          |                     |                                |                                     |                        |          |
| 8                                                                                    | 02/12/2021    | Madrid   | Dur (int.)          | Daniil Medvedev                | Mikael Ymer                         | 6-4, 6-4               | Parcours |
|                                                                                      |               |          |                     |                                |                                     |                        |          |
| 2020-2021 - 1/2 finale (groupe mondial) - Russie - Allemagne 2 : 1                   |               |          |                     |                                |                                     |                        |          |
| 9                                                                                    | 04/12/2021    | Madrid   | Dur (int.)          | Daniil Medvedev                | Jan-Lennard Struff                  | 6-4, 6-4               | Parcours |
|                                                                                      |               |          |                     |                                |                                     |                        |          |
| 2020-2021 - Finale (groupe mondial) - Russie - Croatie 2 : 0                         |               |          |                     |                                |                                     |                        |          |
| 10                                                                                   | 05/12/2021    | Madrid   | Dur (int.)          | Daniil Medvedev                | Marin Čilić                         | 7-67, 6-2              | Parcours |

Son bilan en Coupe Davis est le suivant :
| Simple                   | Double                   |
| ------------------------ | ------------------------ |
| Victoire(s) - Défaite(s) | Victoire(s) - Défaite(s) |
| 8 - 2                    | 0 - 1                    |

Source : (en) Daniil Medvedev - Win / Loss. sur le site de la Coupe Davis

## Confrontations avec ses principaux adversaires
Confrontations lors des différents tournois ATP et en Coupe Davis avec ses principaux adversaires (6 confrontations minimum et avoir été membre du top 10). Classement par pourcentage de victoires. Situation au 21 juin 2025 :
| Joueur                | Meilleur classement | Confrontations | Victoires | Défaites | Pourcentage de victoires | Dernière confrontation                                        |
| --------------------- | ------------------- | -------------- | --------- | -------- | ------------------------ | ------------------------------------------------------------- |
| Rafael Nadal          | 1                   | 6              | 1         | 5        | 16,7                     | défaite (3-6, 3-6) au tournoi du Mexique 2022                 |
| Carlos Alcaraz        | 1                   | 8              | 2         | 6        | 25                       | défaite (5-7, 3-6) au tournoi de Chine 2024                   |
| Roberto Bautista-Agut | 9                   | 7              | 2         | 5        | 28,6                     | défaite (5-7, 63-7) au tournoi de Halle 2023                  |
| Novak Djokovic        | 1                   | 15             | 5         | 10       | 33,3                     | défaite (3-6, 65-7, 3-6) à l'US Open 2023                     |
| Jannik Sinner         | 1                   | 15             | 7         | 8        | 46,7                     | défaite (3-6, 4-6) au Masters 2024                            |
| Dominic Thiem         | 3                   | 6              | 3         | 3        | 50                       | victoire (6-3, 6-3) au tournoi de Vienne 2022                 |
| Hubert Hurkacz        | 6                   | 6              | 3         | 3        | 50                       | victoire (7-64, 2-6, 6-3, 5-7, 6-4) à l'Open d'Australie 2024 |
| Alex de Minaur        | 6                   | 11             | 7         | 4        | 63,6                     | défaite (2-6, 2-6) au Masters de Monte-Carlo 2025             |
| Alexander Zverev      | 2                   | 20             | 13        | 7        | 65                       | victoire (7-63, 61-7, 6-4) au tournoi de Halle 2025           |
| Denis Shapovalov      | 10                  | 6              | 4         | 2        | 66,7                     | victoire (4-6, 6-3, 6-2) au tournoi de Vienne 2022            |
| Stéfanos Tsitsipás    | 3                   | 14             | 10        | 4        | 71,4                     | victoire (7-63, 6-3) au Masters de Shanghai 2024              |
| Pablo Carreño Busta   | 10                  | 7              | 5         | 2        | 71,4                     | victoire (6-2, 7-63) à la Coupe Davis 2021                    |
| Grigor Dimitrov       | 3                   | 11             | 8         | 3        | 72,7                     | victoire (5-3 ab.) à Wimbledon 2024                           |
| Félix Auger-Aliassime | 6                   | 9              | 7         | 2        | 77,8                     | défaite (3-6, ab.) au tournoi de Doha 2025                    |
| Karen Khachanov       | 8                   | 9              | 7         | 2        | 77,8                     | victoire (7-5, 4-6, 6-4) au Masters de Monte-Carlo 2025       |
| Andrey Rublev         | 5                   | 9              | 7         | 2        | 77,8                     | victoire (6-4, 6-2) au Masters 2023                           |
| Frances Tiafoe        | 10                  | 6              | 5         | 1        | 83,3                     | défaite (3-6, 6-4, [10-5]) à la Laver Cup 2024                |
| Diego Schwartzman     | 8                   | 6              | 6         | 0        | 100                      | victoire (7-5, 6-3) à l'ATP Cup 2021                          |

## Victoires sur le top 10
Toutes ses victoires sur des joueurs classés dans le top 10 de l'ATP lors de la rencontre.
| Légende             |
| ------------------- |
| Grand Chelem        |
| Masters             |
| Masters 1000        |
| ATP 500             |
| ATP 250             |
| Coupe Davis ATP Cup |

| #  | D.M.  | Tournoi          | Année | Surface      | Adversaire            | Rang  | Tour   | Score                     |
| -- | ----- | ---------------- | ----- | ------------ | --------------------- | ----- | ------ | ------------------------- |
| 1  | no 49 | Wimbledon        | 2017  | Gazon        | Stanislas Wawrinka    | no 3  | 1/64   | 6-4, 3-6, 6-4, 6-1        |
| 2  | no 14 | Monte-Carlo      | 2019  | Terre battue | Stéfanos Tsitsipás    | no 8  | 1/8    | 6-2, 1-6, 6-4             |
| 3  | no 14 | Monte-Carlo      | 2019  | Terre battue | Novak Djokovic        | no 1  | 1/4    | 6-3, 4-6, 6-2             |
| 4  | no 14 | Barcelone        | 2019  | Terre battue | Kei Nishikori         | no 7  | 1/2    | 6-4, 3-6, 7-5             |
| 5  | no 9  | Montréal         | 2019  | Dur          | Dominic Thiem         | no 4  | 1/4    | 6-3, 6-1                  |
| 6  | no 9  | Montréal         | 2019  | Dur          | Karen Khachanov       | no 8  | 1/2    | 6-1, 7-66                 |
| 7  | no 8  | Cincinnati       | 2019  | Dur          | Novak Djokovic        | no 1  | 1/2    | 3-6, 6-3, 6-3             |
| 8  | no 4  | Shanghai         | 2019  | Dur          | Stéfanos Tsitsipás    | no 7  | 1/2    | 7-65, 7-5                 |
| 9  | no 4  | Shanghai         | 2019  | Dur          | Alexander Zverev      | no 6  | Finale | 6-4, 6-1                  |
| 10 | no 5  | Paris-Bercy      | 2020  | Dur (int.)   | Diego Schwartzman     | no 9  | 1/4    | 6-3, 6-1                  |
| 11 | no 5  | Paris-Bercy      | 2020  | Dur (int.)   | Alexander Zverev      | no 7  | Finale | 5-7, 6-4, 6-1             |
| 12 | no 4  | Masters          | 2020  | Dur (int.)   | Alexander Zverev      | no 7  | Poules | 6-3, 6-4                  |
| 13 | no 4  | Masters          | 2020  | Dur (int.)   | Novak Djokovic        | no 1  | Poules | 6-3, 6-3                  |
| 14 | no 4  | Masters          | 2020  | Dur (int.)   | Diego Schwartzman     | no 9  | Poules | 6-3, 6-3                  |
| 15 | no 4  | Masters          | 2020  | Dur (int.)   | Rafael Nadal          | no 2  | 1/2    | 3-6, 7-64, 6-3            |
| 16 | no 4  | Masters          | 2020  | Dur (int.)   | Dominic Thiem         | no 3  | Finale | 4-6, 7-62, 6-4            |
| 17 | no 4  | ATP Cup          | 2021  | Dur          | Diego Schwartzman     | no 9  | Poules | 7-5, 6-3                  |
| 18 | no 4  | ATP Cup          | 2021  | Dur          | Alexander Zverev      | no 7  | 1/2    | 3-6, 6-3, 7-5             |
| 19 | no 4  | ATP Cup          | 2021  | Dur          | Matteo Berrettini     | no 10 | Finale | 6-4, 6-2                  |
| 20 | no 4  | Open d'Australie | 2021  | Dur          | Andrey Rublev         | no 8  | 1/4    | 7-5, 6-3, 6-2             |
| 21 | no 4  | Open d'Australie | 2021  | Dur          | Stéfanos Tsitsipás    | no 6  | 1/2    | 6-4, 6-2, 7-5             |
| 22 | no 2  | US Open          | 2021  | Dur          | Novak Djokovic        | no 1  | Finale | 6-4, 6-4, 6-4             |
| 23 | no 2  | Paris-Bercy      | 2021  | Dur (int.)   | Alexander Zverev      | no 4  | 1/2    | 6-2, 6-2                  |
| 24 | no 2  | Masters          | 2021  | Dur (int.)   | Hubert Hurkacz        | no 9  | Poules | 65-7, 6-3, 6-4            |
| 25 | no 2  | Masters          | 2021  | Dur (int.)   | Alexander Zverev      | no 3  | Poules | 6-3, 63-7, 7-66           |
| 26 | no 2  | Masters          | 2021  | Dur (int.)   | Casper Ruud           | no 8  | 1/2    | 6-4, 6-2                  |
| 27 | no 2  | ATP Cup          | 2022  | Dur          | Matteo Berrettini     | no 7  | Poules | 6-2, 65-7, 6-4            |
| 28 | no 2  | Open d'Australie | 2022  | Dur          | Félix Auger-Aliassime | no 9  | 1/4    | 64-7, 3-6, 7-62, 7-5, 6-4 |
| 29 | no 2  | Open d'Australie | 2022  | Dur          | Stéfanos Tsitsipás    | no 4  | 1/2    | 7-65, 4-6, 6-4, 6-1       |
| 30 | no 11 | Rotterdam        | 2023  | Dur (int.)   | Félix Auger-Aliassime | no 8  | 1/4    | 6-2, 6-4                  |
| 31 | no 8  | Doha             | 2023  | Dur          | Félix Auger-Aliassime | no 9  | 1/2    | 6-4, 7-67                 |
| 32 | no 7  | Dubaï            | 2023  | Dur          | Novak Djokovic        | no 1  | 1/2    | 6-4, 6-4                  |
| 33 | no 7  | Dubaï            | 2023  | Dur          | Andrey Rublev         | no 6  | Finale | 6-2, 6-2                  |
| 34 | no 3  | Rome             | 2023  | Terre battue | Stéfanos Tsitsipás    | no 5  | 1/2    | 7-5, 7-5                  |
| 35 | no 3  | Rome             | 2023  | Terre battue | Holger Rune           | no 7  | Finale | 7-5, 7-5                  |
| 36 | no 3  | US Open          | 2023  | Dur          | Andrey Rublev         | no 8  | 1/4    | 6-4, 6-3, 6-4             |
| 37 | no 3  | US Open          | 2023  | Dur          | Carlos Alcaraz        | no 1  | 1/2    | 7-63, 6-1, 3-6, 6-3       |
| 38 | no 3  | Pékin            | 2023  | Dur          | Alexander Zverev      | no 10 | 1/2    | 6-4, 6-3                  |
| 39 | no 3  | Vienne           | 2023  | Dur (int.)   | Stéfanos Tsitsipás    | no 7  | 1/2    | 6-4, 7-66                 |
| 40 | no 3  | Masters          | 2023  | Dur (int.)   | Andrey Rublev         | no 5  | Poules | 6-4, 6-2                  |
| 41 | no 3  | Masters          | 2023  | Dur (int.)   | Alexander Zverev      | no 7  | Poules | 7-67, 6-4                 |
| 42 | no 3  | Open d'Australie | 2024  | Dur          | Hubert Hurkacz        | no 9  | 1/4    | 7-64, 2-6, 6-3, 5-7, 6-4  |
| 43 | no 3  | Open d'Australie | 2024  | Dur          | Alexander Zverev      | no 6  | 1/2    | 5-7, 3-6, 7-64, 7-65, 6-3 |
| 44 | no 4  | Indian Wells     | 2024  | Dur          | Holger Rune           | no 7  | 1/4    | 7-5, 6-4                  |
| 45 | no 5  | Wimbledon        | 2024  | Gazon        | Grigor Dimitrov       | no 10 | 1/8    | 5-3 ab.                   |
| 46 | no 5  | Wimbledon        | 2024  | Gazon        | Jannik Sinner         | no 1  | 1/4    | 67-7, 6-4, 7-64, 2-6, 6-3 |
| 47 | no 4  | Masters          | 2024  | Dur (int.)   | Alex de Minaur        | no 9  | Poules | 6-2, 6-4                  |
| 48 | no 11 | Halle            | 2025  | Gazon        | Alexander Zverev      | no 3  | 1/2    | 7-63, 61-7, 6-4           |

## Classements ATP en fin de saison
| Année          | 2011 | 2012 | 2013 | 2014 | 2015 | 2016 | 2017 | 2018 | 2019 | 2020 | 2021 | 2022 | 2023 | 2024 |
| Rang en simple | 1513 | –    | –    | 643  | 331  | 99   | 65   | 16   | 5    | 4    | 2    | 7    | 3    | 5    |
| Rang en double | –    | –    | –    | 746  | 339  | 300  | 346  | 612  | 189  | 204  | 275  | 410  | –    | 333  |

Source : (en) Classements de Daniil Medvedev sur le site officiel de la Fédération internationale de tennis

### En tant que numéro 1 mondial
| # | Précédée par   | Dates                   | Suivie par     | Nombre de semaines | Cumul |
| - | -------------- | ----------------------- | -------------- | ------------------ | ----- |
| 1 | Novak Djokovic | 28/02/2022 - 20/03/2022 | Novak Djokovic | 3                  | 3     |
| 2 | Novak Djokovic | 13/06/2022 - 11/09/2022 | Carlos Alcaraz | 13                 | 16    |